# B. Traven

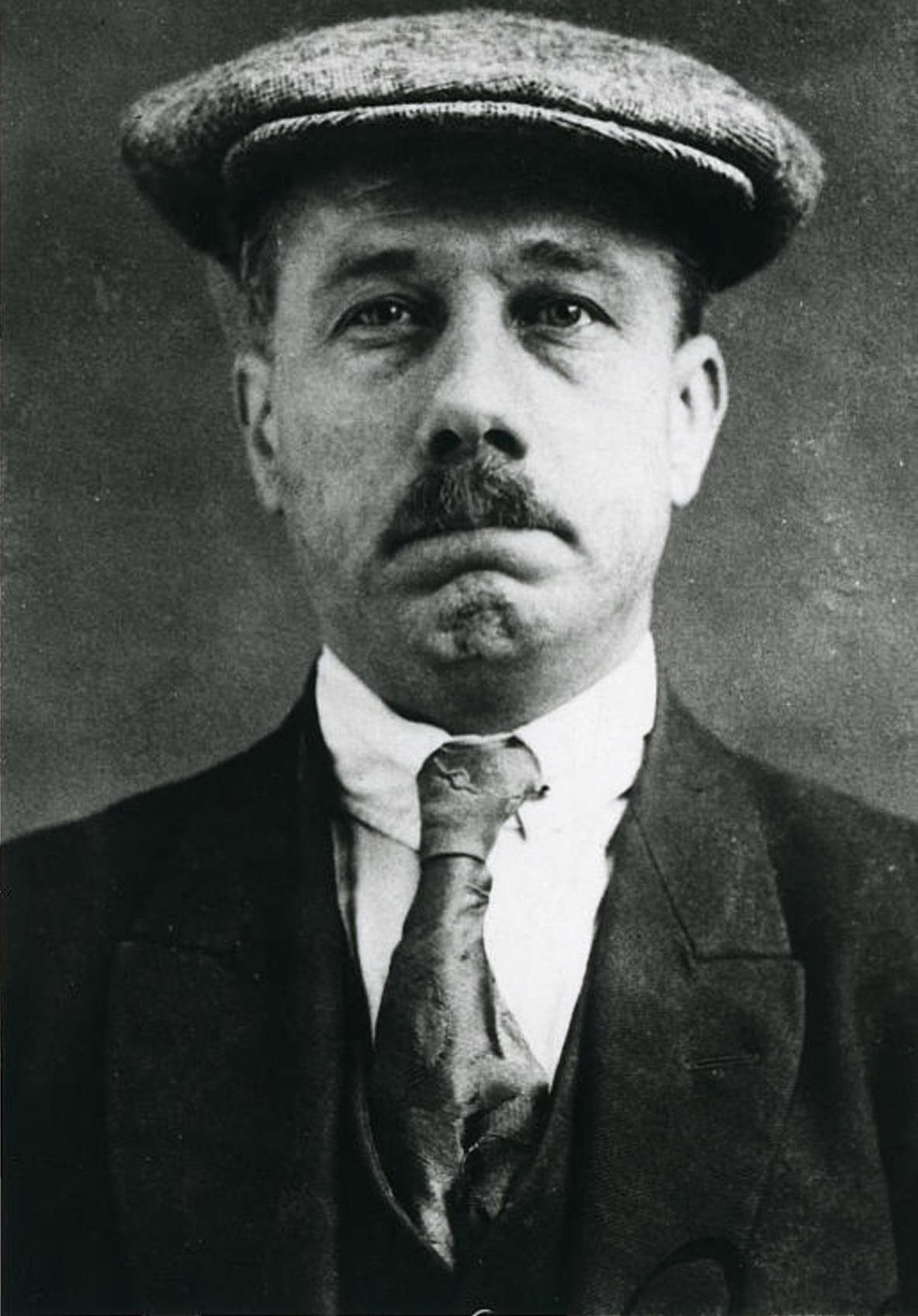
B. Traven alias Ret Marut alias Otto Feige; Polizei-Photographie Ret Maruts anlässlich der Verhaftung, London, 1923

B. Traven (* 28. Februar 1882 in Schwiebus; † 26. März 1969 in Mexiko-Stadt) ist das Pseudonym eines deutschen Schriftstellers, dessen Werke mehrfach verfilmt und zu Bestsellern wurden.
Die wahre Identität Travens war unter Literaturwissenschaftlern lange Zeit umstritten und ist in der Forschung noch immer nicht allgemein akzeptiert. Als gesichert gilt lediglich, dass der Schriftsteller ab 1924 in Mexiko lebte, dem Handlungsschauplatz der meisten seiner Romane und Erzählungen. Anerkannt wird auch, dass er mit dem Theaterschauspieler und Anarchisten Ret Marut identisch ist, der 1924 aus Deutschland nach Mexiko floh. Durch Recherchen des Journalisten Will Wyatt im Jahr 1974 und weitere Nachforschungen des Literaturwissenschaftlers Jan-Christoph Hauschild wurde 2012 bestätigt, dass Traven und Marut Pseudonyme des Maschinenschlossers und Gewerkschaftssekretärs Otto Feige sind, der aus Schwiebus in der preußischen Provinz Brandenburg, heute Świebodzin in Polen, stammte.
Nach dem Zweiten Weltkrieg wurden auch die beiden Personen Berick Traven Torsvan und Hal Croves mit Traven in Verbindung gebracht. Beide gaben sich als seine literarischen Agenten aus, bestritten aber, hinter dem Pseudonym zu stehen.
Traven ist Autor von zwölf Romanen, eines Reiseberichts und vieler Erzählungen, in denen sich das Genre der teils in ironisch-sarkastischem Duktus geschriebenen Abenteuergeschichte mit einer kapitalismuskritischen Haltung verbindet. Dabei werden revolutionär-sozialistische und anarchistische Ansichten Travens deutlich. Zu seinen Romanen gehören Das Totenschiff von 1926, Der Schatz der Sierra Madre von 1927 und der sogenannte Caoba-Zyklus – sechs Romane von 1930 bis 1939, die kurz vor und während der Mexikanischen Revolution spielen.
Travens Werke waren schon in der Zwischenkriegszeit erfolgreich und blieben es auch nach dem Zweiten Weltkrieg. Sie wurden in über 24 Sprachen übersetzt und erreichten eine geschätzte Gesamtauflage von mehr als 30 Millionen.

## Werke

### Die Romane

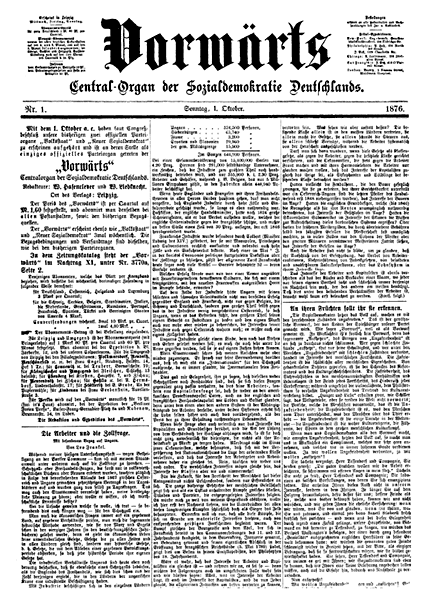
Tageszeitung Vorwärts, bei der Traven debütierte (Titelseite der Erstausgabe der Zeitung von 1876)

Traven betrat die deutsche literarische Bühne 1925, als die Berliner Tageszeitung Vorwärts, „Zentralorgan der Sozialdemokratischen Partei Deutschlands“, am 28. Februar 1925 seine Erzählung Wie Götter entstehen publizierte. Im Juni und Juli desselben Jahres erschien dort sein erster Roman, Die Baumwollpflücker. Der Buchmeister-Verlag Berlin/Leipzig, welcher der linken, vom Bildungsverband der deutschen Buchdrucker gegründeten Buchgemeinschaft Büchergilde Gutenberg gehörte, brachte 1926 die erweiterte Buchausgabe des Romans unter dem Titel Der Wobbly heraus, in Fußnoten als „Mitglied des I.W.W. = Industrial Workers of the World; eine sehr radikale Arbeiter-Organisation“ erklärt. In späteren Ausgaben kehrte man zu Die Baumwollpflücker zurück. Das Buch führte die Figur des Gerald Gales ein (in anderen Werken auch Gale oder Gerard Gales), eines US-amerikanischen Seemanns, der in Mexiko Arbeit in verschiedenen Berufen sucht, oft in zwielichtigem Milieu verkehrt und als Opfer und Zeuge kapitalistischer Ausbeutung den Kampfwillen und die Lebenslust trotzdem nicht verliert.
In demselben Jahr 1926 veröffentlichte die Büchergilde Gutenberg, die bis 1939 der Hauptverlag B. Travens blieb, seinen zweiten Roman Das Totenschiff. Der Held des Romans ist wiederum Gerald Gale, als Seemann, der nach dem Verlust seiner Dokumente und damit seiner Identität das Recht auf ein normales Leben und seine Heimat einbüßt und sich schließlich auf einem „Totenschiff“ wiederfindet, das von den Eignern zum Zweck des Versicherungsbetruges auf hoher See versenkt wird. Der Roman ist eine Anklage gegen die Geldgier der kapitalistischen Arbeitgeber und den Bürokratismus der Beamten, die Gale immer wieder aus den Ländern deportieren, in denen er versucht, Zuflucht zu finden. Das Totenschiff kann daher auch als Roman mit autobiografischen Elementen betrachtet werden. Wenn man annimmt, dass B. Traven mit dem Revolutionär Ret Marut identisch ist, sind im Werk deutliche Parallelen sichtbar zwischen dem Schicksal Gales und dem Leben seines heimatlosen Autors, der ebenfalls gezwungen worden sein mag, im Kesselraum eines Dampfers auf der Fahrt aus Europa nach Mexiko zu arbeiten.
Der neben Das Totenschiff bekannteste Roman B. Travens ist Der Schatz der Sierra Madre von 1927. Seine Helden sind eine Gruppe US-amerikanischer Abenteurer und Goldsucher in Mexiko. 1948 wurde das Buch von Hollywood-Regisseur John Huston unter demselben Titel mit großem Erfolg verfilmt.
Die Figur des Gerald Gales kehrte im vierten Roman Travens – Die Brücke im Dschungel – zurück, der 1927 im Vorwärts in Fortsetzungen erschien und 1929 als erweiterte Buchausgabe herausgegeben wurde. Im Roman wurde von Traven zum ersten Mal ausführlich die Situation der in Mexiko lebenden Indigenen und die Unterschiede zwischen der christlichen und der indigenen Kultur in Lateinamerika aufgegriffen, Themen, die auch Travens späteren Caoba-Zyklus dominierten.
1929 veröffentlichte B. Traven seinen umfangreichsten Roman – Die weiße Rose, eine epische, auf Fakten gestützte Geschichte der Enteignung eines indianischen Stammes durch eine US-amerikanische Erdölfirma.

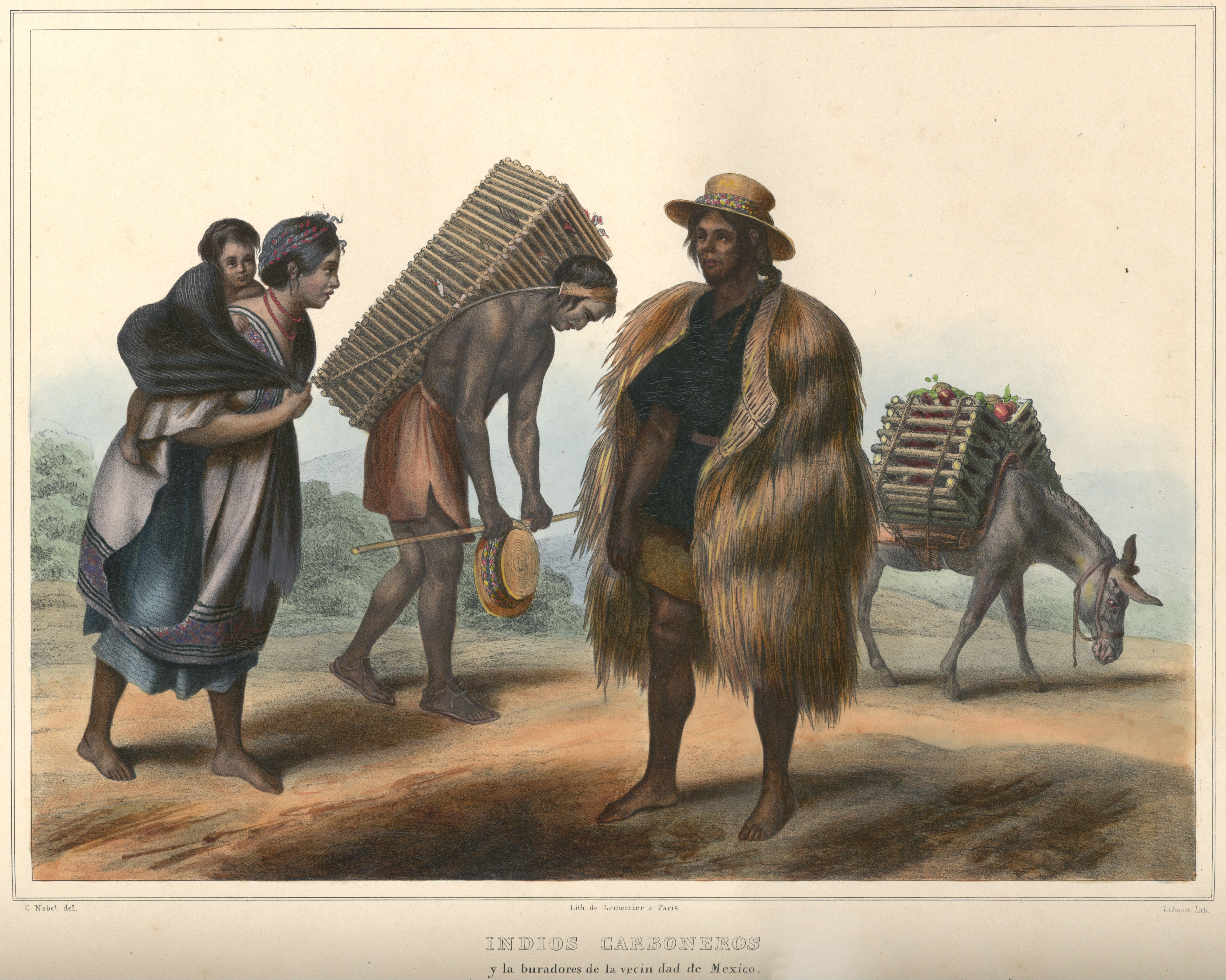
Mexikanische Indigene (Lithografie aus dem 19. Jh.)

Die 1930er-Jahre sind vor allem die Zeit, in der Traven den Caoba-Zyklus schuf. Er besteht aus sechs Romanen, die in der Zeit 1931–1939 herausgegeben wurden: Der Karren (auch unter dem Titel Die Carreta bekannt, 1931), Regierung (1931), Der Marsch ins Reich der Caoba (1933), Die Troza (1936), Die Rebellion der Gehenkten (1936) und Ein General kommt aus dem Dschungel (1939). Die Romane beschreiben das Leben der mexikanischen Indigenen, die Anfang des 20. Jahrhunderts im Bundesstaat Chiapas in Zwangsarbeitslagern (sog. monterías) im Dschungel zur Arbeit beim Mahagoniholzfällen gezwungen sind, was schließlich zur Meuterei und zum Ausbruch der Mexikanischen Revolution führt.
Nach der Vollendung des Caoba-Zyklus verstummte B. Traven als Autor größerer literarischer Werke. Es folgten Erzählungen, unter anderem 1950 die Novelle (das mexikanische Märchen) Macario, die 1953 durch die New York Times zur besten Kurzgeschichte des Jahres gekürt wurde und 1960 auch verfilmt wurde. Ebenfalls 1960 erschien der letzte Roman Travens, Aslan Norval, die Geschichte einer US-amerikanischen Millionärin, die mit einem alternden Geschäftsmann verheiratet und gleichzeitig in einen jungen Mann verliebt ist. Sie beabsichtigt, als Alternative zu Atomrüstung und Weltraumexploration einen durch die ganzen Vereinigten Staaten verlaufenden Kanal zu bauen. Die von dem sonstigen Schaffen des Schriftstellers ganz abweichende Thematik und Sprache des Romans bewirkten, dass er lange Zeit von Verlegern abgelehnt wurde. Die Urheberschaft Travens wurde bezweifelt; dem Roman wurde „Pornografie“ und „Trivialität“ vorgeworfen. Das Buch wurde erst nach einer gründlichen stilistischen Bearbeitung durch Johannes Schönherr angenommen, der seine Sprache dem Traven-Stil anpasste. Zweifel hinsichtlich Aslan Norval bestehen bis heute und komplizieren die Frage der Identität des Schriftstellers und der tatsächlichen Urheberschaft seiner Bücher zusätzlich.

### Andere Werke

Buchtitelgestaltung der Originalausgabe von 1928

Travens Erzählwerk ist umfangreich. Außer dem genannten Macario bearbeitete der Schriftsteller auch eine indianische Legende von der Entstehung der Sonne und des Mondes aus Chiapas (Sonnen-Schöpfung, zuerst in tschechischer Übersetzung 1934 herausgegeben, das deutsche Original wurde 1936 veröffentlicht). Der Band Der Busch von 1928 versammelte zwölf Erzählungen, 1930 wurde die zweite erweiterte Ausgabe veröffentlicht. Viele Erzählungen und Novellen erschienen zu seinen Lebzeiten nur in Zeitschriften und Anthologien in verschiedenen Sprachen.

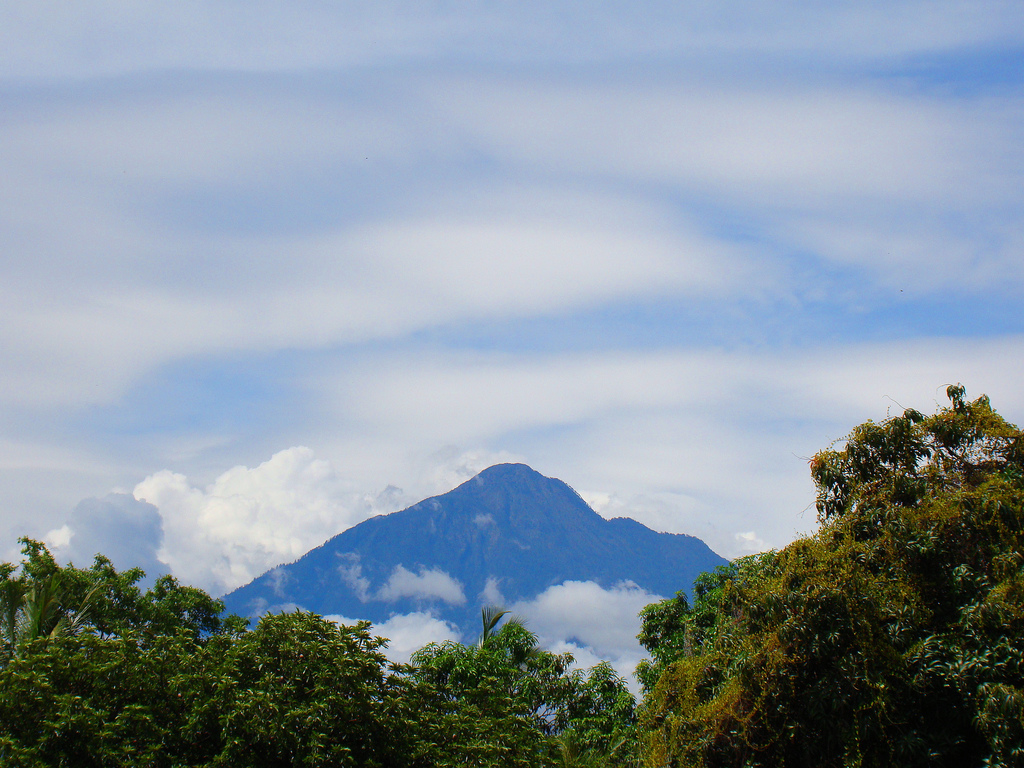
Vulkan Tacana im Hochland von Chiapas, Grenzgebiet Guatemala

Eine Sonderstellung im Gesamtwerk Travens nimmt die Reportage Land des Frühlings von 1928 ein. Der Bericht über eine Reise in den mexikanischen Bundesstaat Chiapas bot ihm die Gelegenheit, seine links-anarchistische Weltsicht zu entfalten. Die Büchergilde Gutenberg illustrierte das Buch mit Travens eigenen Fotografien, die anteilig die Landschaft von Chiapas einfingen – vor allem aber deren Bewohner, Angehörige verschiedener Maya-Völker.

### Aussage der Werke B. Travens
Travens Werke lassen sich wohl am besten als „proletarische Abenteuerromane“ beschreiben. Sie handeln von Seeräubern, Indianern und Gesetzlosen und teilen daher viele Motive mit Autoren wie Karl May oder auch Jack London. Anders jedoch als die meisten Vertreter des Western- oder Abenteuer-Genres zeichnet sich Traven nicht nur durch eine sehr detaillierte Charakterisierung des sozialen Milieus seiner Protagonisten aus, sondern er schrieb seine Bücher vor allem konsequent aus der Perspektive der Unterdrückten und Ausgebeuteten. Seine Figuren stehen am Rande der Gesellschaft, entstammen dem proletarischen und lumpenproletarischen Milieu. Stets mehr Antihelden als Heroen, haben sie dennoch eine urtümliche Lebenskraft, die sie immer wieder zum Aufbegehren zwingt. Die „gerechte Ordnung“ oder die christliche Moral, die in vielen Abenteuerromanen durchscheint, gilt Traven und seinen Helden nichts.
Stattdessen steht stets das anarchische Element des Aufbegehrens im Mittelpunkt. Immer erfolgt es aus der unmittelbaren Ablehnung der entwürdigenden Lebensumstände der Helden, stets sind es die Entrechteten selbst, die ihre Befreiung oder aber zumindest eine rebellische Geste vollbringen. Politische Programme kommen nicht vor, das vage anarchistische „¡Tierra y Libertad!“ des Caoba-Zyklus ist wohl noch eines der dezidiertesten Manifeste in Travens Romanen. Berufspolitiker, auch auf Seiten der Linken, kommen bei Traven, falls er sie überhaupt erwähnt, besonders schlecht weg und sind das Ziel diverser Beschimpfungen.
Dennoch gelten Travens Romane als politische Bücher. Obwohl er ein positives Programm verweigert, scheut er sich doch niemals, die Ursache des Leidens seiner Protagonisten zu nennen. Dieser Quell von Qual, Entwürdigung, Elend und Tod ist für ihn „Cäsar Augustus Imperator“, wie das Diktat des Kapitals in Das Totenschiff genannt wird. Traven gelingt es, seine Kapitalismuskritik ohne belehrenden Zeigefinger zu artikulieren und durch die Anknüpfung an Western- und Seemannsmotive auch tatsächlich das proletarische Zielpublikum zu erreichen.
Indem er in seiner Kapitalismuskritik die Unterdrückung und Ausbeutung der mexikanischen Indianer in den Mittelpunkt stellt, erwies er sich mit diesen vor allem im Caoba-Zyklus ausgearbeiteten Motiven als für die 1930er Jahre besonders fortschrittlicher Autor, denn die europäischen Intellektuellen interessierten sich damals noch nicht für die Unterdrückung in Lateinamerika. Erst Travens Bücher machten die Befreiungsversuche der Indigenas in Deutschland bekannt.

## Das Rätsel der Biografie B. Travens

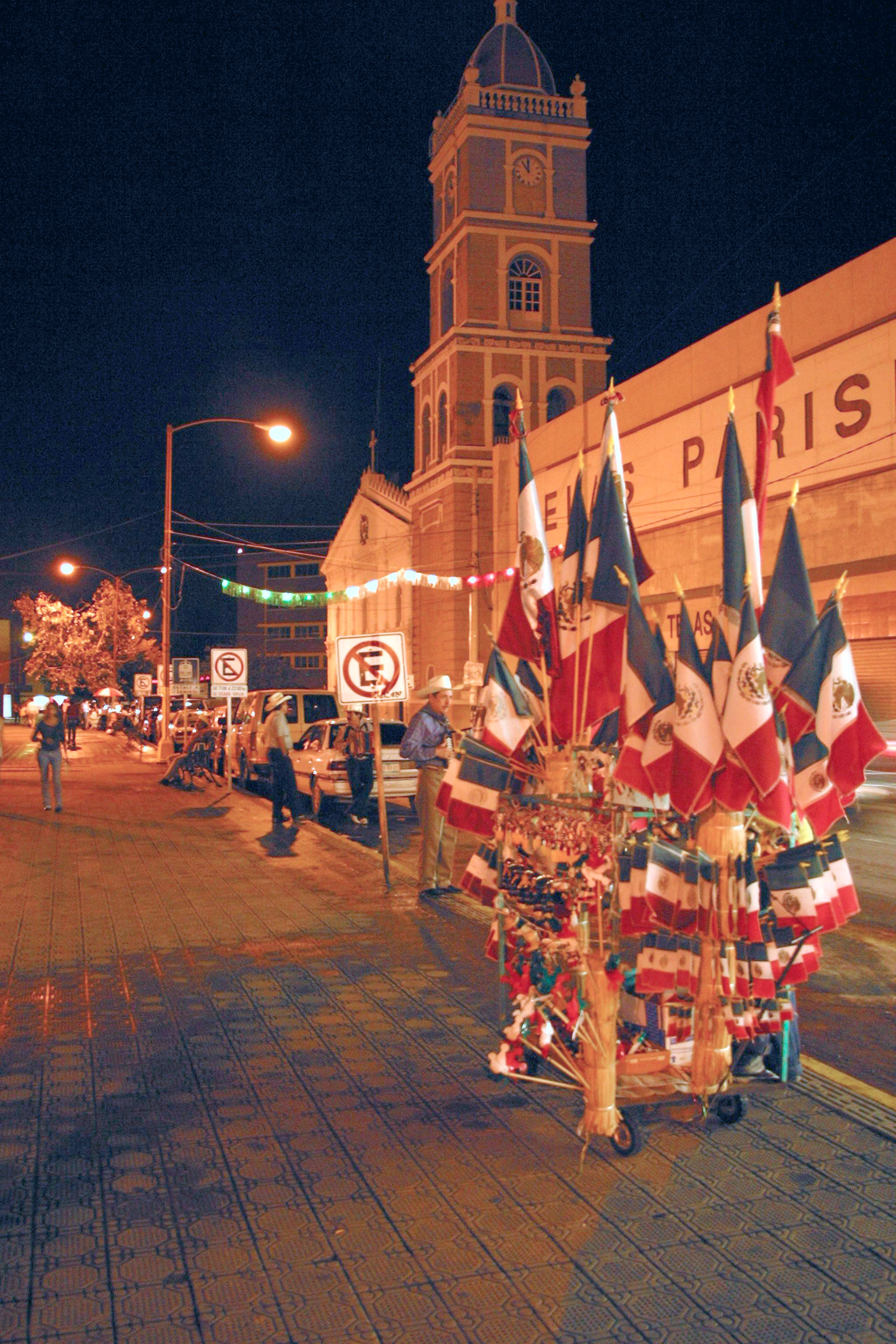
Umzug in Ciudad Victoria, der Hauptstadt des Bundesstaates Tamaulipas, in dem B. Traven lebte

Traven schickte seine Werke selbst oder durch Vertreter zur Veröffentlichung aus Mexiko nach Europa per Post, als Rückadresse gab er sein Postfach auf einem mexikanischen Postamt an. Als Eigentümer der Urheberrechte stand in seinen Büchern „B. Traven, Tamaulipas, Mexiko“. Weder die europäischen noch die US-amerikanischen Verleger Travens lernten ihn persönlich kennen. Die Personen, mit denen sie über das Herausgeben und dann auch die Verfilmung seiner Bücher verhandelten, behaupteten jedenfalls, sie seien nur Sprecher Travens. Die Identität des Schriftstellers selbst sollte ein Geheimnis bleiben. Diese Verweigerung jeder Auskunft über seine Biografie erklärte B. Traven in den Worten, die eines seiner bekanntesten Zitate wurden:

„Wenn der Mensch in seinen Werken nicht zu erkennen ist, dann ist entweder der Mensch nichts wert oder seine Werke sind nichts wert.“

Der rätselhafte Autor erfreute sich schnell großer Popularität (die Brockhaus Enzyklopädie widmete ihm schon 1934 einen Eintrag), und Literaturkritiker, Journalisten und andere versuchten, seine Identität zu ermitteln. Sie stellten dabei mehr oder weniger glaubwürdige, manchmal fantastische Hypothesen auf. Der Regisseur Jürgen Goslar drehte 1967 die fünfteilige Dokumentation Im Busch von Mexiko – Das Rätsel B. Traven, die allen möglichen Theorien nachging und neben nachgestellten Szenen auch historisches Material benutzte. Die dabei aus dem Off ertönende Stimme Travens war die von Günther Neutze.

### Biografie bis 1924
Sind die Erkenntnisse von Will Wyatt und Jan-Christoph Hauschild zutreffend, was kaum noch bestritten wird, wurde B. Traven als Herrmann Albert Otto Max Feige am 23. Februar 1882 im brandenburgischen Schwiebus (heute Świebodzin, Polen) geboren. Seine Eltern waren der Töpfer Adolf Feige und die Fabrikarbeiterin Hermine Wienecke. Von 1896 bis 1900 absolvierte er eine Ausbildung zum Maschinenschlosser, von 1901 bis 1903 leistete er seinen Militärdienst in Bückeburg ab, von 1904 bis 1906 arbeitete er in Magdeburg und war dort Kandidat des Metallarbeiterverbands am 21. Mai 1905. Im Sommer 1906 wurde er zum Geschäftsführer der Gelsenkirchener Verwaltungsstelle des Deutschen Metallarbeiterverbands berufen.
Im Herbst 1907 kündigte er seine Anstellung und verwandelte sich in den Schauspieler Ret Marut aus San Francisco. Er machte sich dabei den Umstand zunutze, dass bei dem Erdbeben in Kalifornien von 1906 nahezu alle behördlichen Akten und Urkunden vernichtet worden waren; seine Abstammung war damit rätselhaft verschleiert. Dass Traven das genau so strategisch geplant hatte, wurde 1990, 21 Jahre nach Travens (angenommenem) Tod, durch seine Witwe bestätigt. Idar und Crimmitschau waren Stationen seiner Schauspielerkarriere.
Der Neue Theater-Almanach, herausgegeben von der Genossenschaft Deutscher Bühnen-Angehöriger, verzeichnet Ret Marut im Nachtrag der Ausgabe 1911 bei der Berliner „Neuen Bühne“, einem Tournee-Theater für die Provinzen Pommern, Ost- und Westpreußen, Posen und Schlesien. Marut ist dort in mehreren Funktionen genannt, u. a. als Regisseur und Schauspieler. Bei den Damen findet sich Elfriede Zielke, die 1912 in Danzig beider Tochter Irene zur Welt brachte.
Im Jahr 1912 wird Ret Marut als Mitglied des Danziger Stadttheaters aufgeführt als Schauspieler wie als Obmann und Kassierer des Künstlerheims. Als Maruts Wohnadresse in Danzig wird Damm 2 genannt. Im Jahrgang 1913 des Theater-Almanachs wohnt Marut in Düsseldorf in der Friedrichstr. 49 und ist am Schauspielhaus Düsseldorf darstellendes Mitglied.
In Düsseldorf wurde die Schauspielschülerin Irene Mermet (1892–1956) aus Köln seine Lebensgefährtin, mit der zusammen er im Herbst 1915 den Schauspielberuf aufgab und nach München übersiedelte. Dort wohnte er in Schwabing in der Clemensstrasse 84. Ab dem Sommer 1917 gab er in München die radikal-soziale Zeitschrift Der Ziegelbrenner heraus, die mitten im Krieg für Völkerverständigung und -freundschaft eintrat. Anfang 1917 erschien unter dem Pseudonym Richard Maurhut die Kriegsnovelle An das Fräulein von S…; unter dem Titel Der BLaugetupfte SPerlinG gab er im Sommer 1918 eine Sammlung seiner Kurzgeschichten heraus.

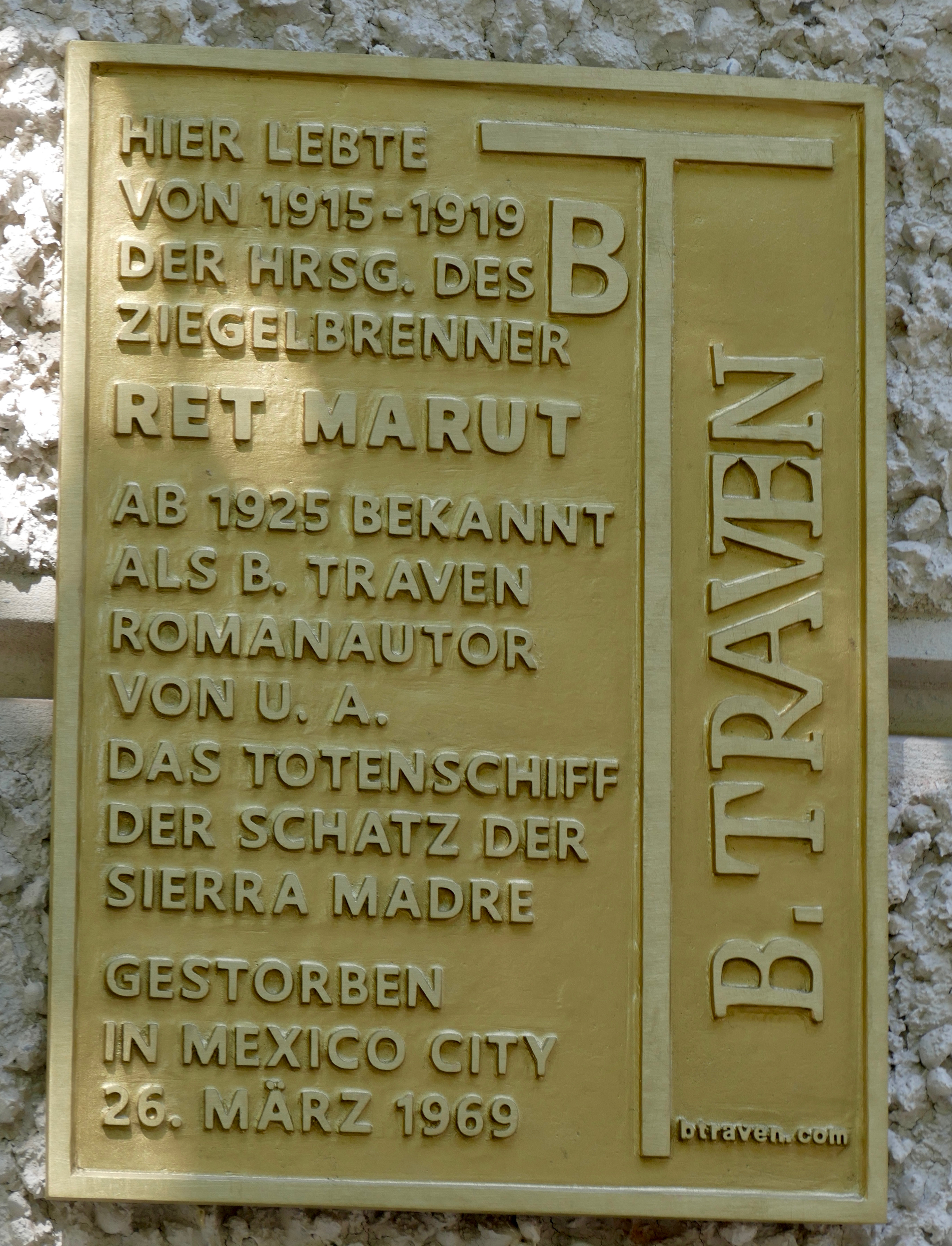
Gedenktafel für B.Traven (Ret Marut) am Wohnhaus Clemensstraße 84 in München

Während der kurzen Zeit der Münchner Räterepublik wurde Marut im Frühjahr 1919 Leiter der Presseabteilung des Zentralrats und war treibende Kraft bei der geplanten Sozialisierung der Presse, außerdem engagierte er sich für den Aufbau revolutionärer Strafgerichte. Als am 1. Mai 1919 Regierungstruppen und Freikorpsverbände mit der Niederschlagung der Räteherrschaft begannen, wurde er als Rädelsführer verhaftet. Kurz vor der Verurteilung durch ein Feldgericht konnte er fliehen und lebte seitdem mit wechselnden Stationen im Untergrund. Irene Mermet gelang 1923 die Einwanderung in die USA, Maruts gleichzeitiger Versuch über Kanada scheiterte dagegen an seinem fehlenden Visum, Mermet heiratete später den Juristen John Hanna und hielt sich über ihre Vergangenheit bedeckt. Ende 1923 wurde er in London vorübergehend in Abschiebehaft genommen. Im Sommer 1924 gelang ihm die Einreise in Mexiko; sechs Jahre später wurde er dort als US-amerikanischer Staatsbürger Traven Torsvan offiziell registriert.

### Rückblick auf die biografische Forschung

#### Die Ret-Marut-Hypothese

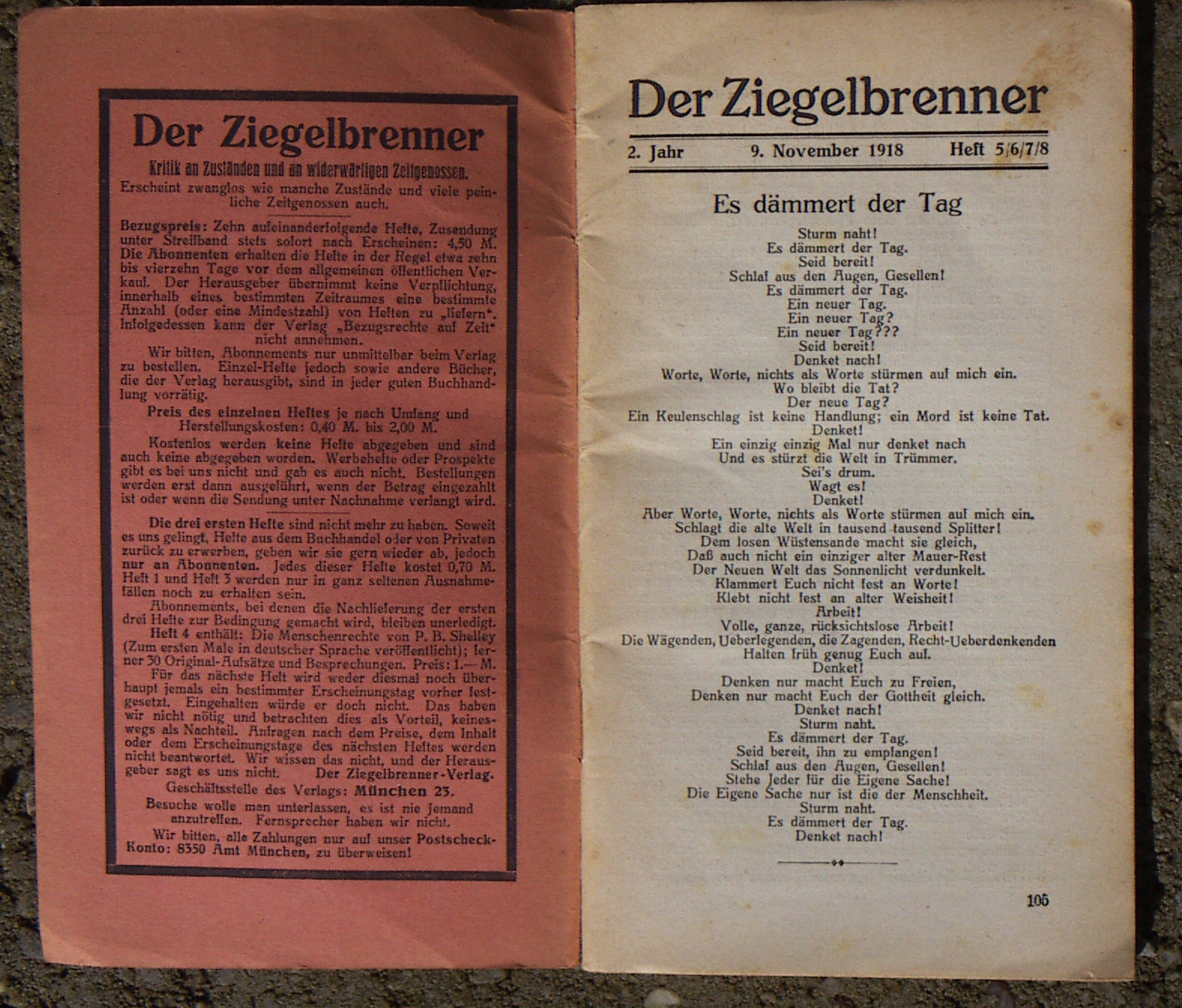
Anarchistische Zeitschrift Der Ziegelbrenner, von Ret Marut herausgegeben

Die erste Hypothese über die Identität B. Travens wurde von dem Anarchisten und Schriftsteller Erich Mühsam aufgestellt, der hinter diesem Pseudonym den Schauspieler und Journalisten Ret Marut vermutete. Dieser Marut, angeblich US-amerikanischer Staatsbürger aus San Francisco, trat seit Ende 1907 auf Theaterbühnen unter anderem in Idar, Suhl, Crimmitschau, Danzig und Düsseldorf auf, sporadisch arbeitete er auch als Regisseur und veröffentlichte Kurzgeschichten. Im Ersten Weltkrieg begann er, sich auch politisch zu engagieren: von 1917 bis 1921 gab er die Zeitschrift Der Ziegelbrenner mit einem deutlich anarchistischen Profil heraus. Als in München im April 1919 die Bayerische Räterepublik ausgerufen worden war, wurde Marut zum Leiter der Presseabteilung des Zentralrats der Räterepublik und Mitglied des Propagandaausschusses ernannt. Er lernte so Erich Mühsam kennen, mit dem er sich anfreundete. Nach dem Sturz der Bayerischen Räterepublik wurde Marut am 1. Mai 1919 verhaftet. Es gelang ihm aber zu fliehen und einer standgerichtlichen Verurteilung zu entgehen. 1924 verschwand er spurlos. Von der bayerischen Polizei wurde Ret Marut seit 1919 steckbrieflich gesucht. Als die ersten Romane B. Travens erschienen, kam Mühsam aufgrund sprachlicher und inhaltlicher Parallelen mit den ihm bekannten Schriften Maruts zu der Schlussfolgerung, ihr Autor müsse dieselbe Person sein. Unter dem Titel Wo ist der Ziegelbrenner veröffentlichte Mühsam 1927 in seiner Zeitschrift Fanal einen Aufruf an Marut, an die Öffentlichkeit zu treten und über das Geschehen in München aus erster Hand zu berichten. Gleichzeitig erging die Bitte, den Aufruf an Marut weiterzuleiten, sofern sein Verbleib einem Leser bekannt sei.
In ausführlicher Form wurde die Ret-Marut-Hypothese erstmals 1966 von Rolf Recknagel, einem DDR-Literaturwissenschaftler, in seiner Traven-Biografie dargestellt. Die Hypothese wird heute weitgehend akzeptiert.

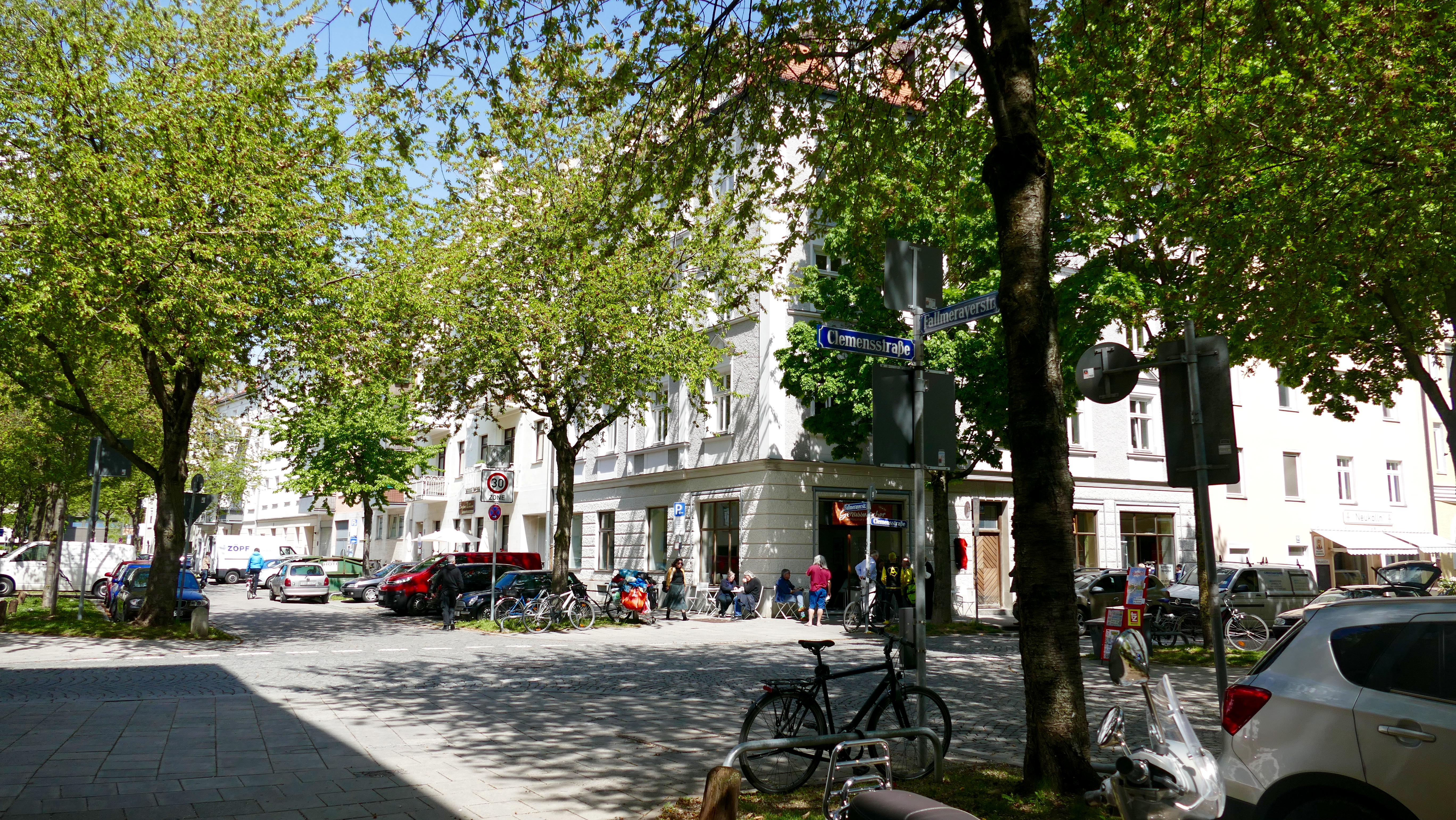
Clemensstraße 84 in München-Schwabing – hier lebte Ret Marut von 1915 bis 1919
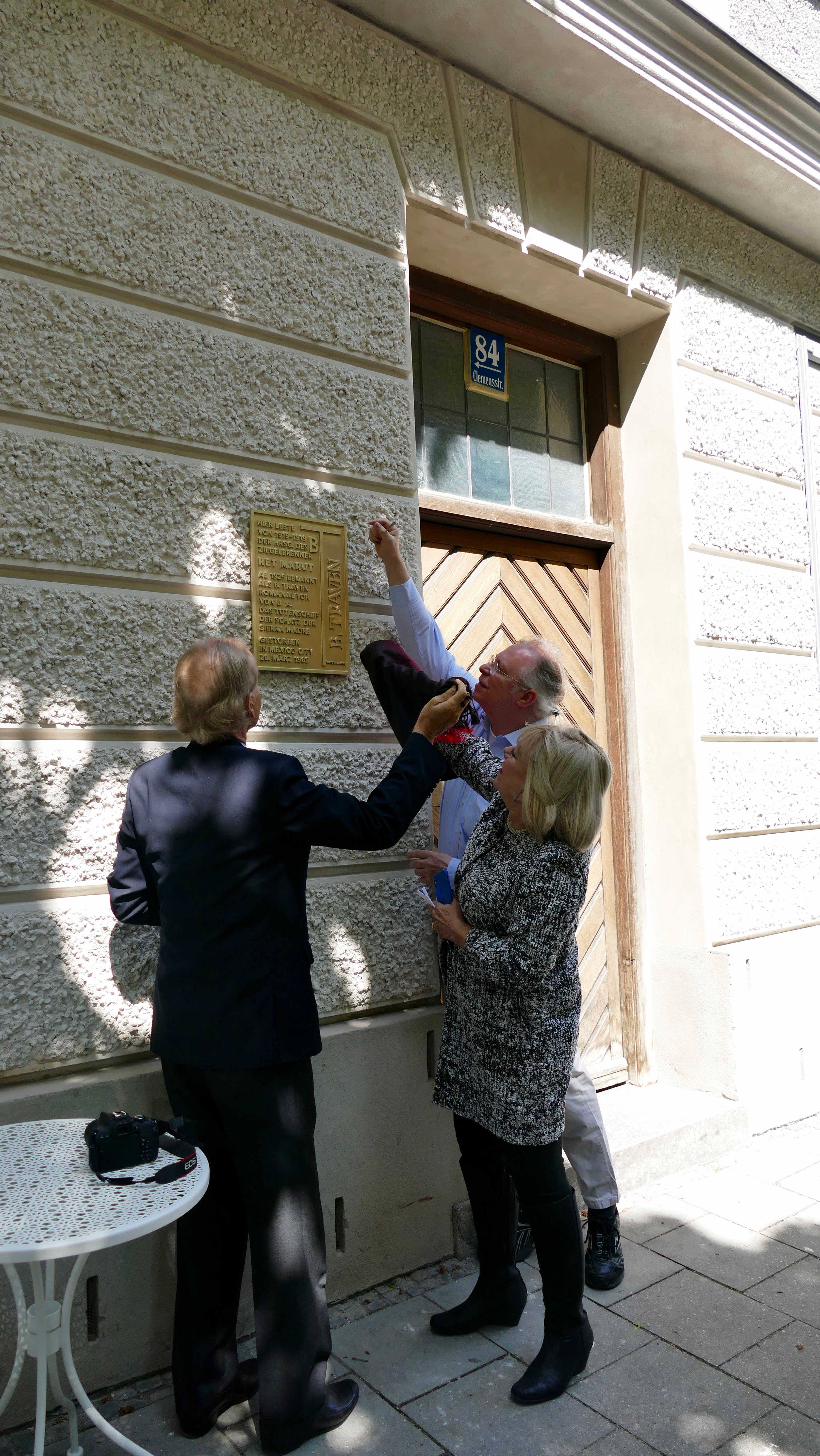
Enthüllung der Gedenktafel an der Clemensstraße 84
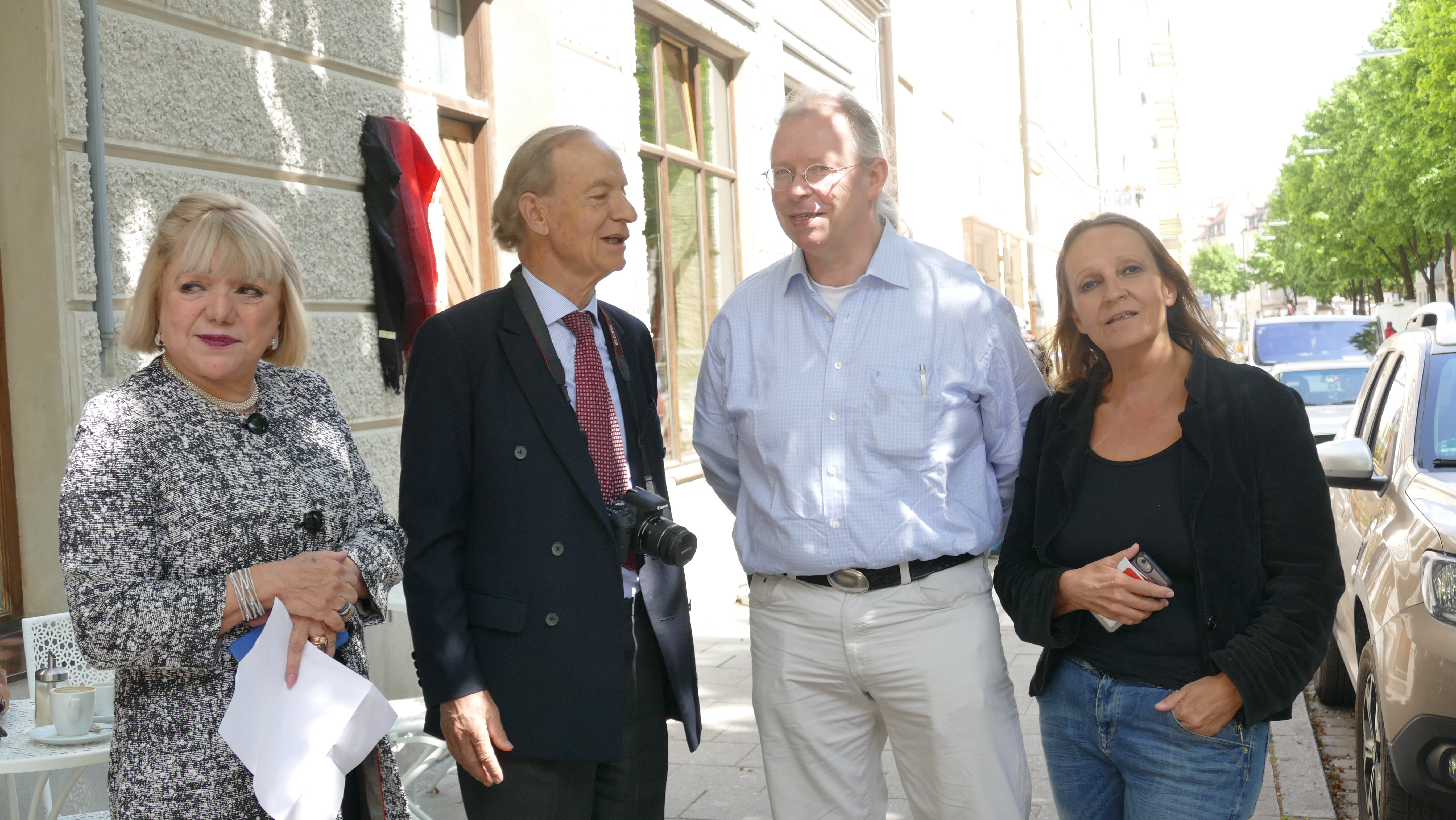
Gedenktafelenthüllung: Links die Stieftochter B. Travens und ihr Mann

#### Recherchen zu Otto Feige

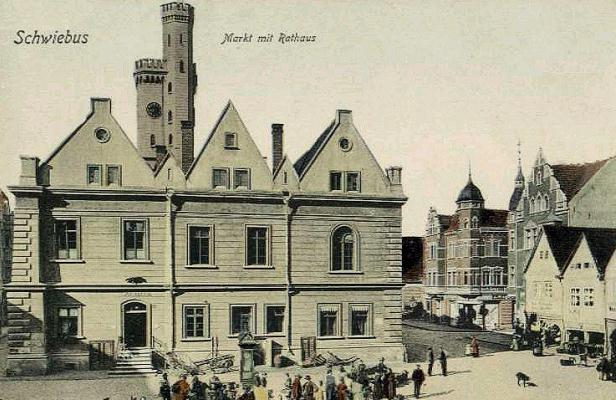
Rathaus in Schwiebus, dem vermutlichen Geburtsort B. Travens (Postkarte von ca. 1900)

Es war lange Zeit nicht klar, wie der ehemalige Schauspieler und Anarchist Ret Marut nach Mexiko gelangte, auch über seine frühen Lebensjahre wusste man nichts. Ende der 1970er-Jahre nahmen sich zwei BBC-Journalisten, Will Wyatt und Robert Robinson, dieser Frage an. Die Ergebnisse ihrer Ermittlungen veröffentlichten sie in einem Dokumentarfilm, der im britischen Fernsehen am 19. Dezember 1978 ausgestrahlt wurde, sowie in Wyatts Buch The man who was B. Traven. Die Journalisten machten im State Department in den USA und im Foreign Office in Großbritannien die Akten Ret Maruts ausfindig und entdeckten, dass Marut 1923 versucht hatte, aus Europa über England nach Kanada zu gelangen. Er wurde jedoch zurückgeschickt und dann am 30. November 1923 durch die britische Polizei verhaftet und als Ausländer ohne gültige Aufenthaltsgenehmigung ins Londoner Gefängnis Brixton gebracht. Beim Verhör durch die Londoner Polizei sagte Marut aus, dass sein echter Name Hermann Otto Albert Maximilian Feige sei und dass er am 23. Februar 1882 in Schwiebus (heute Świebodzin, Polen) geboren sei.
Wyatt und Robinson stellten bei den polnischen Archiven Recherchen an und bestätigten die Echtheit dieser Behauptungen: Es stimmen sowohl das Geburtsdatum und der Geburtsort als auch die Vornamen der Eltern, die von Marut angegeben wurden. Die britischen Journalisten stellten auch fest, dass Otto Feige um 1904/1905 spurlos verschwand.
Seither hat der Literaturwissenschaftler Jan-Christoph Hauschild im Rahmen von zwei sechsmonatigen Arbeitsstipendien der Kunststiftung NRW die Ergebnisse von Will Wyatt bestätigt und darüber hinaus den weiteren Lebensweg von Otto Feige nach 1904 nachgezeichnet. Diese Ergebnisse lassen keine Zweifel mehr an der Identität zu.
Ret Marut blieb bis zum 15. Februar 1924 inhaftiert. Nach seiner Entlassung meldete er sich beim Konsulat der USA mit der Bitte um Bestätigung seiner US-amerikanischen Staatsbürgerschaft. Er behauptete, dass er 1882 in San Francisco geboren wurde, im Alter von 10 Jahren als Schiffsjunge angemustert habe und seitdem in der ganzen Welt gereist sei, aber jetzt seine rechtliche Lage regeln wolle. Auch früher, noch in Deutschland, hatte sich Marut dreimal um die US-amerikanische Staatsangehörigkeit bemüht und dabei den Geburtsort San Francisco angegeben, den 25. Februar 1882 und die Eltern William Marut und Helena Marut geb. Ottarent. Die Beamten im Konsulat schenkten dieser Geschichte keinen Glauben, zumal sie von der Londoner Polizei auch die zweite Version des Lebenslaufs Maruts erhalten hatten. Da allgemein bekannt war, dass das große Erdbeben von 1906 die Geburtsurkunden vernichtet hatte, war San Francisco eine beliebte Adresse für falsche Geburtsangaben.
Die Hypothese, dass B. Traven mit Ret Marut und Otto Feige identisch ist, wird von sehr vielen, aber nicht allen Forschern akzeptiert. Wenn aber Marut nicht Feige war, ist es schwierig zu erklären, woher er die Einzelheiten seiner Geburt, einschließlich des Geburtsnamens seiner Mutter, kannte.

### Ankunft in Mexiko
Nach seiner Entlassung aus dem Gefängnis in London gelangte Ret Marut nach Mexiko. Die Umstände dieser Reise sind aber unklar. Nach Rosa Elena Luján, der Witwe von Traven Torsvan, der von vielen Forschern mit B. Traven identifiziert wird (siehe unten), habe ihr Mann nach der Entlassung aus dem Gefängnis als Matrose auf einem „Totenschiff“ (ein schrottreifer Kahn, meist mit vorbestraften Seeleuten bestückt, die anderswo keine Heuer bekamen und deswegen billig waren und keine Fragen stellten) angemustert und sei nach Norwegen gefahren, von dort aus mit einem anderen Seelenverkäufer nach Afrika, und endlich sei er im Sommer 1924 an Bord eines niederländischen Dampfers in Tampico am Golf von Mexiko angekommen. Diese Behauptungen können zum Teil durch erhaltene Dokumente bestätigt werden. Der Name Marut steht auf der Liste der Besatzungsmitglieder des norwegischen Dampfers „Hegre“, der am 19. April 1924 von London auf die Kanarischen Inseln auslief. Der Name ist auf dieser Liste allerdings gestrichen, was suggeriert, dass Marut an der Fahrt schließlich doch nicht teilnahm.
Nach der Revolution war Mexiko ein Zufluchtsort für viele US-amerikanische Wobblies, Sozialisten und Kriegsdienstverweigerer, als die Vereinigten Staaten 1917 in den Ersten Weltkrieg eintraten. Einer der führenden Aktivisten in diesem Milieu war Linn A. E. Gale. Noch in New York begann er die Zeitschrift Gale's International Monthly for Revolutionary Communism zu veröffentlichen, die ab Oktober 1918 in Mexiko-Stadt publiziert wurde. Ab 1918 war auch die mexikanische Sektion der anarchosyndikalistischen Organisation Industrial Workers of the World tätig. Dies war gewiss ein günstiges Milieu für einen Flüchtling und Anarchisten aus Europa (oder den USA). Vielleicht kannte Marut Linn Gales Publikation, das mag zu dem Namen „Gerald Gale“ für den Helden vieler Romane Travens, einschließlich Die Baumwollpflücker (Der Wobbly) und Das Totenschiff, geführt haben. Aus den erhaltenen Notizen B. Travens ergibt sich allerdings nicht, dass er auch unter schwierigen Bedingungen als Tagelöhner auf Baumwollfeldern und Erdölfeldern arbeiten musste.
Zur Lösung dieses Widerspruchs schlug der schweizerische Forscher Max Schmid in einer Reihe von acht Artikeln Der geheimnisvolle B. Traven, die vom 2. November 1963 bis zum 4. Januar 1964 unter dem Pseudonym Gerard Gale in der Samstagsausgabe des Zürcher Tages-Anzeigers erschien, die sogenannte „Erlebnisträger-Hypothese“ vor. Ret Marut sei um 1922/1923 aus Europa nach Mexiko gekommen und dort einem US-amerikanischen Tramp (vom Typ „Gerald Gales“) begegnet, der Erzählungen über seine Erlebnisse geschrieben habe. Marut habe die Manuskripte von ihm erschlichen, ins Deutsche übersetzt, Elemente seiner anarchistischen Weltanschauung hinzugefügt und sie unter dem Pseudonym B. Traven deutschen Verlegern als eigene präsentiert. Schmids Hypothese hat sowohl Anhänger als auch Gegner, zurzeit scheint ihre Verifizierung unmöglich zu sein. Jedenfalls war B. Travens (Ret Maruts?) Leben in Mexiko nicht weniger rätselhaft als sein Schicksal in Europa.

### Hypothese zu Traven Torsvan
Die Forschung identifiziert Traven mit jemandem, der sich Torsvan nannte. Von ihm ist bekannt, dass er 1924 nördlich von Tampico ein Holzhaus mietete und bis 1931 dort oft verweilte und arbeitete. Seit 1930 wohnte er zwei Jahrzehnte lang in einem kleinen Haus mit Gastwirtschaft am Stadtrand von Acapulco, von wo er seine Reisen in Mexiko antrat.
1926 nahm Torsvan als Fotograf neben dem Soziologen Frank Tannenbaum, dem Archäologen Hermann Beyer und dem Entomologen Alfonso Dampf an der dreißig Mann starken Expedition unter Enrique Juan Palacios Mendoza (1881–1953) im Bundesstaat Chiapas teil; von dieser Forschungsreise stammt eines der wenigen Fotos von Traven Torsvan (mit Tropenhelm). Nach Chiapas und in andere Regionen Mexikos reiste er auch später oft, er suchte Material für seine Bücher und interessierte sich sehr für die Kultur und Geschichte Mexikos. 1927 und 1928 besuchte er an der Universidad Nacional Autónoma de México (UNAM) Sprachkurse in Spanisch und in Indianersprachen, wie dem Nahuatl der Azteken, und nahm an Vorlesungen über die Geschichte der lateinamerikanischen Literatur und der Geschichte Mexikos teil.
1930 erhielt Torsvan eine offizielle Ausländerkarte, in der er als US-amerikanischer Ingenieur Traven Torsvan bezeichnet wurde. In vielen Quellen erscheint noch ein anderer Vorname Torsvans: Berick oder Berwick. Auch B. Traven liebte es, sich als US-Amerikaner auszugeben. 1933 schickte der Schriftsteller dem New Yorker Verlag Alfred A. Knopf englische Manuskripte seiner Romane Das Totenschiff, Der Schatz der Sierra Madre und Die Brücke im Dschungel und gab an, dass dies die Originale und die früher herausgegebenen deutschen Versionen nur ihre Übersetzungen seien. Knopf gab Das Totenschiff unter dem Titel The Death Ship 1934 heraus, danach wurden in den Vereinigten Staaten und Großbritannien auch andere Bücher Travens publiziert. Ein Vergleich der deutschen und englischen Versionen dieser Bücher zeigt große Unterschiede. Die englischen Texte sind in der Regel länger, in beiden Versionen gibt es Teile, die in der anderen Version fehlen. Der Lektor bei Knopf stöhnte über die vielen Germanismen, aber die deutschen Bücher enthalten umgekehrt Anglizismen.
B. Travens Werke erfreuten sich auch in Mexiko immer größerer Beliebtheit. Dazu trug Esperanza López Mateos viel bei, die Schwester des späteren Präsidenten Mexikos Adolfo López Mateos, die seit 1941 acht Bücher Travens ins Spanische übersetzte und später auch seine Bevollmächtigte in Kontakten mit den Verlegern und die Eigentümerin der Urheberrechte war.

### Verfilmung vonDer Schatz der Sierra Madre, Hypothese zu Hal Croves

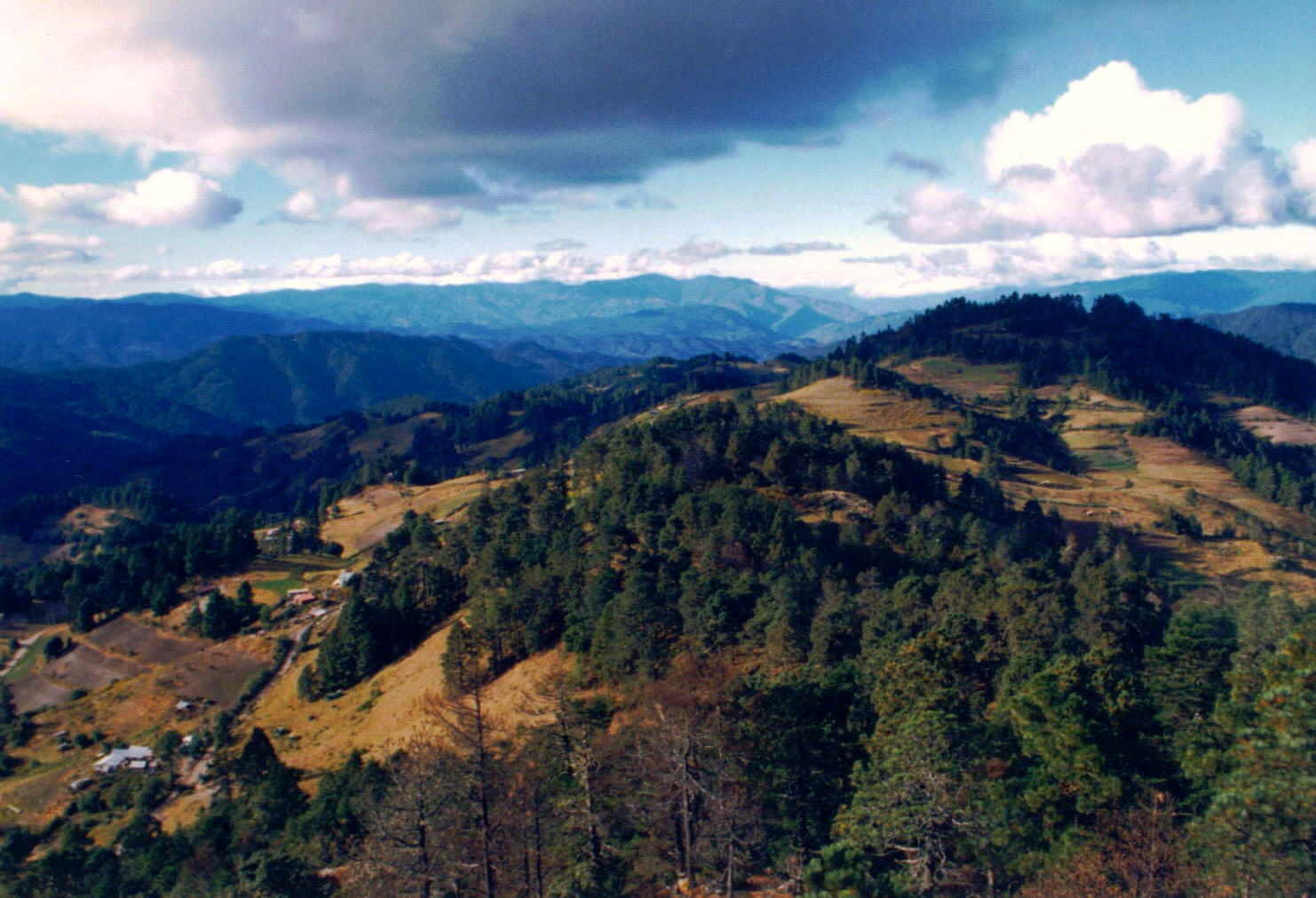
Bergwelt der Sierra Madre, Mexiko

Auf Grund des Erfolgs der englischen Ausgabe von Der Schatz der Sierra Madre, die 1935 von Knopf herausgegeben wurde, erwarb die Filmgesellschaft Warner Bros. 1941 die Filmrechte für den Roman. Mit seiner Verfilmung wurde der Regisseur John Huston beauftragt. Der japanische Angriff auf Pearl Harbor unterbrach die Arbeiten an dem Film, die erst nach dem Kriege wieder aufgenommen wurden.
1946 verabredete Huston ein Treffen mit B. Traven im Hotel Bamer in der Hauptstadt Mexikos, um die Einzelheiten der Verfilmung zu besprechen. Statt des Schriftstellers erschien ein unbekannter Mann, der sich als Hal Croves, Übersetzer aus Acapulco und San Antonio, vorstellte, und zeigte die angebliche Vollmacht von B. Traven, in der der Schriftsteller ihn zu allen Entscheidungen in seinem Namen bevollmächtigte. Croves war anstatt des Schriftstellers auch beim nächsten Treffen in Acapulco und dann, als technischer Berater, die ganze Zeit am Drehort des Films während seiner Realisierung in Mexiko im Jahr 1947 anwesend. Dieses rätselhafte Verhalten des Schriftstellers und seines angeblichen Agenten bewirkte, dass schon beim Drehen des Films ein großer Teil des Teams überzeugt war, dass Hal Croves in Wirklichkeit B. Traven selbst in Verkleidung sei. Als der Film (mit Humphrey Bogart und Walter Huston in den Hauptrollen) nach seiner Premiere am 23. Januar 1948 zum Kassenerfolg wurde und drei Oscars erhielt, brach in den Vereinigten Staaten ein wahres Traven-Fieber aus, in großem Maße aus Marketinggründen durch die Filmgesellschaft Warner Bros. selbst geschürt. Die US-amerikanischen Medien berichteten aufgeregt von einem geheimnisvollen Autor, der inkognito an der Realisierung des Films auf der Grundlage seines Romans teilgenommen haben soll.
In vielen Biografien B. Travens wird die These wiederholt, dass auch der Regisseur John Huston von Anfang an überzeugt war, dass Hal Croves B. Traven sei. Das entspricht nicht der Wahrheit. Schon 1948 bestritt Huston, Croves mit Traven zu identifizieren. Auch in seiner Autobiografie, die 1980 verlegt wurde, schrieb Huston, dass er anfänglich noch die Möglichkeit zugelassen habe, Croves möge Traven sein, nach der Beobachtung seines Verhaltens sei er aber zu dem Schluss gekommen, dass dem nicht so sei. Nach den Äußerungen Hustons habe Hal Croves aber bei der Realisierung des Films Der Schatz der Sierra Madre ein Doppelspiel getrieben. Von den Mitgliedern des Teams gefragt, ob er Traven sei, habe er das verneint, er habe sich aber so verhalten, dass die Fragenden zu dem Schluss gekommen seien, dass er und B. Traven doch dieselbe Person seien.

### Die „Enthüllung“ und das Verschwinden Torsvans
Der Medienrummel, der die Premiere des Films Der Schatz der Sierra Madre begleitete, und die Aura eines Geheimnisses, von der der Autor des literarischen Originals umgeben war (es kursierten sogar Gerüchte, dass das Magazin „Life“ einen Preis von fünftausend Dollar für die Auffindung des B. Traven aussetzte), bewirkten, dass der mexikanische Journalist Luis Spota beschloss, Hal Croves, der nach der Beendigung der Filmaufnahmen im Sommer 1947 verschwunden war, wieder aufzufinden. Dank der Informationen, die er von der Banco de México erhielt, machte Spota im Juli 1948 einen Mann ausfindig, der unter dem Namen Traven Torsvan bei Acapulco wohnte. Offiziell betrieb er dort eine Gaststätte, sein schäbiges Lokal hatte jedoch nicht viele Kunden; Torsvan selbst war ein Einzelgänger, den seine Nachbarn El Gringo nannten, was in lateinamerikanischen Ländern eine übliche Bezeichnung für einen US-Amerikaner ist. Bei den Recherchen in amtlichen Archiven entdeckte Spota, dass Torsvan 1930 in Mexiko eine Ausländerkarte und 1942 einen Personalausweis erhalten hatte; in beiden Dokumenten war als sein Geburtsdatum 5. März 1890 und als Geburtsort Chicago angegeben. Nach Mexiko sollte Torsvan von den USA 1914 gekommen sein und die Grenze in Ciudad Juárez überschritten haben. Teilweise mit unsauberen Methoden (Spota bestach den Briefträger, der Torsvan Briefe zustellte), entdeckte der Journalist, dass Torsvan von einem gewissen Josef Wieder aus Zürich Honorare auf den Namen B. Traven erhielt, auf seinem Schreibtisch fand er auch ein Buchpaket vom US-amerikanischen Schriftsteller Upton Sinclair, das an B. Traven, p. A. Esperanza López Mateos, adressiert war. Als Spota Torsvan direkt fragte, ob er, Hal Croves und B. Traven ein und dieselbe Person seien, verneinte dieser die Frage aufgeregt, nach Meinung des Journalisten wurde Torsvan jedoch durch die Fragen völlig unsicher und gab schließlich indirekt zu, er sei B. Traven.
Die Ergebnisse seiner Erforschungen publizierte Spota in einem langen Artikel bei der Zeitschrift Mañana vom 7. August 1948; am 14. August erschien bei der Zeitschrift Hoy das Dementi Torsvans. Bald danach verschwand Torsvan, wie bereits zuvor Hal Croves. Die einzige Information, die aus späteren Jahren über ihn erhalten blieb, ist, dass er am 3. September 1951 die mexikanische Staatsbürgerschaft erhalten haben soll.

### B. Travens Agenten.BT-Mitteilungen
Die schon erwähnte Übersetzerin Esperanza López Mateos arbeitete mit B. Traven wenigstens seit 1941 zusammen, als sie seinen ersten Roman Die Brücke im Dschungel ins Spanische übertrug (später übertrug sie auch sieben andere Romane des Schriftstellers). Esperanza, die Schwester des künftigen Präsidenten Mexikos Adolfo López Mateos, spielte in Travens Leben eine immer größere Rolle. 1947 reiste sie nach Europa, um ihn gegenüber seinen Verlegern zu repräsentieren, schließlich war sie seit 1948, immer zusammen mit Josef Wieder aus Zürich, in Travens Büchern als Eigentümerin der Urheberrechte eingetragen. Josef Wieder arbeitete als Mitarbeiter der Büchergilde Gutenberg schon seit 1933 mit dem Schriftsteller zusammen. In diesem Jahr wurde die Berliner Büchergilde Gutenberg, der bisherige Verleger B. Travens, nach der Machtergreifung von Adolf Hitler von den Nationalsozialisten geschlossen (Travens Bücher waren in den Jahren 1933–1945 in Deutschland verboten). Der Autor übertrug die Rechte an seinen Büchern auf die Exilfiliale der Büchergilde in Zürich, wohin die Verleger emigriert waren. Im Jahr 1939 verzichtete Traven auf die weitere Zusammenarbeit mit der Büchergilde; seitdem fungierte Josef Wieder als sein Vertreter, der ehemalige Mitarbeiter des Verlags, der den Schriftsteller jedoch nie persönlich kennenlernte. Esperanza López Mateos beging 1951 Selbstmord; ihre Rechtsnachfolgerin wurde Rosa Elena Luján, die künftige Frau von Hal Croves.
Im Januar 1951 begannen Josef Wieder und Esperanza López Mateos (und nach ihrem Tode Rosa Elena Luján), in Zürich auf einem Hektographen das Periodikum „BT-Mitteilungen“ (B. Traven Mitteilungen) herauszugeben, das Werbung für Travens Schaffen machen sollte und das bis zum Tode Wieders im Jahr 1960 erschien. Nach der Meinung von Tapio Helen nutzte diese Publikation zum Teil vulgäre Methoden und veröffentlichte oft evidente Fälschungen, wie bei dem Preis, der durch das Magazin „Life“ ausgesetzt werden sollte, als bereits bekannt war, dass dieser Preis nur ein Marketingkniff war. Im Juni 1952 veröffentlichte diese Zeitschrift die „authentische Biografie“ Travens, nach der der Schriftsteller im Mittleren Westen der USA in einer Familie von Emigranten aus Skandinavien geboren wurde, niemals in seinem Leben die Schule besuchte, vom 7. Lebensjahr an seinen Unterhalt verdienen musste und im Alter von 10 Jahren als Schiffsjunge an Bord eines niederländischen Dampfers nach Mexiko kam. Es wurde auch die oft präsentierte These wiederholt, dass B. Travens Bücher ursprünglich in englischer Sprache geschrieben und erst danach von einem schweizerischen Übersetzer ins Deutsche übersetzt wurden.

### Rückkehr von Hal Croves
Inzwischen tauchte Hal Croves, der nach den Dreharbeiten zu dem Film Der Schatz der Sierra Madre verschwunden war, auf der literarischen Bühne in Acapulco wieder auf. Er trat als Schriftsteller und Agent von B. Traven auf, in dessen Namen er mit Verlegern und Filmgesellschaften über die Ausgaben und Verfilmungen seiner Bücher verhandelte. Seit 1952 war Rosa Elena Luján die Sekretärin von Croves; am 16. Mai 1957 ließen sich beide in San Antonio in Texas trauen. Nach der Trauung zogen sie nach Mexiko-Stadt um, wo sie die „R. E. Luján Literary Agency“ betrieben. Nach dem Tode Josef Wieders im Jahr 1960 war Rosa die alleinige Eigentümerin der Rechte an Travens Büchern.
Im Oktober 1959 besuchten Hal Croves und Rosa Elena Luján Deutschland anlässlich der Premiere des Films Das Totenschiff, der nach dem gleichnamigen Roman Travens gedreht wurde. Die Reporter versuchten, Croves das Geständnis zu entlocken, dass er Traven sei, jedoch ohne Ergebnis. Solche Versuche waren auch später, in den 1960er-Jahren, erfolglos. Journalisten versuchten vielmals, in das Haus von Croves in Mexiko zu gelangen, nur wenige wurden aber von Rosa zu ihm vorgelassen, die die Privatsphäre ihres schon sehr betagten, halbblinden und halbtauben Mannes schützte; die Artikel und Interviews mit ihm mussten auch immer von seiner Frau autorisiert werden. Auf die Fragen der Journalisten, ob er Traven sei, verneinte Croves beziehungsweise wich der Frage aus und wiederholte Travens Satz aus den 1920er-Jahren, dass das Werk und nicht der Mensch wichtig sei.

### Tod von Hal Croves. Lösung des Rätsels?
Hal Croves starb am 26. März 1969 in Mexiko-Stadt. An demselben Tag erklärte seine Witwe, Rosa Elena Luján, auf einer Pressekonferenz, dass der echte Name ihres Ehemannes Traven Torsvan gewesen sei, dass ihr Mann am 3. Mai 1890 in Chicago als Sohn von Burton Torsvan, norwegischer Abstammung, und Dorothy Croves, angelsächsischer Abstammung, geboren wurde, und dass er in seinem Leben auch die Pseudonyme B. Traven und Hal Croves benutzt habe. Diese Informationen las sie direkt aus dem Testament ihres Ehemannes vor, welches er am 4. März 1969, drei Wochen vor seinem Tod, aufgesetzt hatte. Auch die Todesurkunde wurde auf den Namen Traven Torsvan Croves ausgestellt; die Asche des Schriftstellers wurde nach der Einäscherung von einem Flugzeug über dem Dschungel im Bundesstaat Chiapas zerstreut.
Dies schien die endgültige Lösung des Rätsels der Biografie des Schriftstellers zu sein – B. Traven erwies sich, wie er immer selbst behauptet hatte, als US-Amerikaner, und nicht als der Deutsche Ret Marut. Diese Lösung war aber nur scheinbar. Einige Zeit nach dem Tod von Croves gab seine Witwe eine weitere Presseerklärung ab, in der sie mitteilte, dass ihr Mann sie ermächtigt habe, die ganze Geschichte seines Lebens darzustellen – auch jene, die er in seinem Testament verschwiegen habe. Sie erklärte, dass Croves in seiner Jugend ein deutscher Revolutionär namens Ret Marut gewesen sei, was sowohl die Befürworter der Theorie seiner US-amerikanischen Abstammung als auch diejenigen versöhnte, die glaubten, Traven sei Deutscher. Im Interview mit der International Herald Tribune vom 8. April 1969 präzisierte Rosa Elena Luján diese Informationen und erklärte, dass die Eltern ihres Mannes einige Zeit nach der Geburt ihres Sohnes aus den Vereinigten Staaten nach Deutschland übergesiedelt seien. Dort habe ihr Mann Erfolg mit dem Roman Das Totenschiff gehabt und sei danach zum ersten Mal nach Mexiko gereist, dann jedoch nach Deutschland zurückgekehrt, um während des Ersten Weltkriegs eine Antikriegszeitschrift zu redigieren, in einem Land, in dem „der Nazismus an Stärke zunahm“. Daraufhin sei er zum Tode verurteilt worden, es sei ihm aber gelungen zu flüchten und nach Mexiko zurückzukehren. Das Interview mit Luján gibt Anlass zu Zweifeln, vor allem aufgrund der Fehler in der Chronologie – Das Totenschiff erschien erst 1926, lange nach dem Ersten Weltkrieg.
Andererseits scheint das umfangreiche Archiv des verstorbenen Hal Croves die Hypothese von der deutschen Abstammung B. Travens zu bestätigen. Dieses Archiv stellte Croves Witwe bis zu ihrem Tod im Jahr 2009 nur wenigen Literaturwissenschaftlern zur Verfügung – 1976 recherchierte darin Rolf Recknagel, der einiges daraus an sich nahm, und 1982 Karl Guthke. Die Materialien enthalten Eisenbahnfahrkarten und Banknoten aus verschiedenen Ländern Mittelosteuropas, die Andenken an Ret Maruts Flucht aus Deutschland nach der gescheiterten Revolution in Bayern im Jahr 1919 sein könnten. Ein sehr interessantes Dokument ist ein kleines Notizbuch mit Eintragungen in englischer Sprache. Die erste Eintragung stammt vom 11. Juli 1924, und unter dem Datum 26. Juli wurde im Notizbuch festgehalten: “The Bavarian of Munich is dead” („Der Bayer aus München ist tot“). Der Schriftsteller mag diese Aufzeichnungen nach seiner Ankunft aus Europa in Mexiko begonnen haben, und die Notiz könnte Ausdruck des Bruchs mit seiner europäischen Vergangenheit und des Beginns einer neuen Existenz als B. Traven sein.

### B. Traven ist Moritz Rathenau, der Halbbruder Walther Rathenaus?
Anlässlich des 100. Gedenktags zum Ende der Münchner Räterepublik wandte sich Timothy Heymann, der Ehemann von B. Travens Stieftochter Malú Montes de Oca und Nachlassverwalter B. Travens in einem Artikel in der mexikanischen Zeitschrift Letras libres an die Öffentlichkeit, um eine plausible, aber bisher wenig beachtete Theorie erneut ins Spiel zu bringen, wonach B. Traven der uneheliche Sohn des AEG-Gründers Emil Rathenau und damit der Halbbruder des Politikers Walther Rathenau sei. B. Travens richtiger Name sei Moritz Rathenau.
Diese Information geht auf die Übersetzerin Esperanza López Mateos zurück, die in einem engen Verhältnis zu B. Traven stand und die den Schriftsteller mit „Mauricio“ ansprach. Sie hatte 1947 – vier Jahre vor ihrem Tod – die wahre Identität dem mexikanischen Kameramann Gabriel Figueroa, ihrem Schwager, enthüllt, der jedoch bis 1990 schwieg. Dann gab er den Namen in einem Artikel in der französischen Tageszeitung Libération preis. Figueroa gab weiter an, dass Travens Mutter die irische Schauspielerin Helen Mareck sei, was auch erklären würde, weshalb Traven so gut Englisch beherrschte, ebenso wie dessen Nähe zum Theater.
Der Traven-Kenner Karl S. Guthke setzte sich in der Folge in den Schweizer Monatsheften mit dieser Theorie auseinander. Guthke kam zum Schluss, dass die These im Moment zwar nicht beweisbar sei, dass aber viel für sie spräche: „Vertrauenserweckend ist an der Geschichte (…) prinzipiell, dass sie von Esperanza ausgeht und zum anderen, dass es sich um eine entschieden unromantische Identifizierung handelt.“ Dass Traven also nicht, wie andere Herkunftshypothesen unterstellen, Sohn eines Fischers, eines Farmers oder eines Theaterimpresarios sei. Weiter weist Guthke darauf hin, dass Ret Marut ein Anagramm von Moritz Rathenau sei. Emil Rathenaus zweiter Vorname sei Moritz gewesen, auch der Großvater hatte Moritz geheißen. Die Ehe Emil Rathenaus sei nicht sehr glücklich gewesen, er habe sowohl das Theater als auch Frauen geliebt.
Als dritten Punkt nennt Guthke die Tatsache, dass Ret Marut wiederholt angedeutet hatte, auf Theatergagen nicht angewiesen zu sein, auch der „Ziegelbrenner“ könne kaum etwas eingebracht haben. Vieles ergebe Sinn, wenn man davon ausgeht, dass B. Traven Moritz Rathenau ist. So sei er in vielem der Widerpart zu seinem Halbbruder gewesen. Traven war Pazifist, der Politiker Walther Rathenau trug Verantwortung für die Kriegsrüstung im Ersten Weltkrieg. Verständlich wäre auch Travens Solidarität mit dem Proletariat in Opposition zur großindustriellen Verwandtschaft, der er, als illegitimer Sohn nicht zugehören durfte.
Die Verifizierung seitens der Familie Rathenau sei wohl nicht möglich, führt Guthke 1990 an, da die Hinterlassenschaften Emil Rathenaus 1943 verbrannt seien. Und Walther Rathenaus Nachlass sei verschollen. Seit Guthkes Aufsatz sind knapp 30 Jahre vergangen. Inzwischen hat sich herausgestellt, dass der seit 1939 verschwundene Nachlass Walther Rathenaus in der Folge von 1989 wieder aufgetaucht ist. Er lag in einem bis 1990 geheimgehaltenen Archiv in Moskau und ist nun bei der Walther-Rathenau-Gesellschaft einsehbar. Auch die Suche nach der Mutter Helen Mareck dürfte heute, da man Ahnenforschung problemlos im Internet betreiben kann, nicht ganz aussichtslos sein.

### Andere Hypothesen
Die oben dargestellten Hypothesen, die B. Traven mit Hal Croves, Traven Torsvan, Ret Marut und schließlich Otto Feige identifizieren, sind nicht die einzigen, die seit Mitte der 1920er-Jahre auftauchten. Manche haben bestimmte wissenschaftliche Grundlagen, andere sind ganz der Phantasie entsprungen oder erscheinen gar schlichtweg unglaubwürdig. Im Folgenden werden einige der häufigsten, außer den schon genannten Hypothesen, zusammengestellt:
- B. Traven war Deutscher, er stammte jedoch nicht aus Schwiebus, sondern aus Norddeutschland, aus einer bestimmten Region zwischen Hamburg und Lübeck. Davon zeugt die gut erhaltene Musikkassette, die von seiner Stieftochter Malú Montes de Oca (Rosa Lujáns Tochter) aufgenommen wurde, auf der er zwei Lieder auf Deutsch singt, mit typischen Sprachmerkmalen nicht nur für diese Region. In dieser Gegend ist Torsvan ein ziemlich häufiger Vorname und durch das Gebiet fließt die Trave. Es gibt hier Orte wie Traventhal und Travenhorst, und im Stadtteil Lübecks Travemünde befindet sich ein großer Fährhafen.[8][46]
- B. Traven war ein unehelicher Sohn Kaiser Wilhelms II. Solch eine Hypothese stellte 1967, nach fünfjährigen Nachforschungen, der „Stern“-Reporter Gerd Heidemann auf, der behauptete, dies habe ihm Rosa Luján gesagt. Der Journalist selbst distanzierte sich allerdings von dieser Hypothese. In den 1980er-Jahren kompromittierte sich Heidemann durch die Mitwirkung bei der Fälschung der angeblichen Hitler-Tagebücher.[46][47][48]
- Das Pseudonym B. Traven benutzte August Bibelje, ein ehemaliger Hamburger Zöllner, Goldsucher und Abenteurer. Auch diese Hypothese wurde von Gerd Heidemann aufgestellt – und abgelehnt. Heidemann behauptete weiter jedoch, dass Ret Marut nach seiner Ankunft in Mexiko wahrscheinlich Bibelje begegnet sei und dessen Erfahrungen in Romanen wie Die Baumwollpflücker, Das Totenschiff und Der Schatz der Sierra Madre genutzt habe. Bibelje selbst kehrte später nach Europa zurück und fiel im Spanischen Bürgerkrieg im Jahr 1937.[47]
- B. Traven ist das Pseudonym von Adolfo López Mateos, dem Präsidenten Mexikos in den Jahren 1958–1964. Die Quelle dieses Gerüchts war wahrscheinlich die Tatsache, dass Esperanza López Mateos, Adolfos Schwester, Travens Vermittlerin in Kontakten mit seinen Verlegern und die Übersetzerin seiner Bücher ins Spanische war. Manche behaupteten sogar, dass die unter dem Pseudonym B. Traven herausgegebenen Bücher von Esperanza selbst geschrieben worden seien.[47]
- Ivana und Martin Traven, Geschwister aus dem slowenischen Dorf Utik, glaubten 1960 in einer Fotografie, auf die sie in einer Laibacher Wochenzeitung zufällig stießen und die einen Mann namens Hol Kroves zeigt, der oft als Travens Agent aufgetreten ist, ihren seit dem Ersten Weltkrieg verschwundenen Bruder Franz Traven wiedererkannt zu haben. Eine Reihe von Vermutungen sprach also dafür, dass „B. Traven“ doch kein Pseudonym war, dass Hol Kroves mit B. Traven identisch und dieser der verschollene slowenische Zimmermannssohn sein könnte.[49]

## Veröffentlichungen
- 1916 als Richard Maurhut: An das Fräulein von S... Briefe eines Gefallenen. Mermet Verlag, München
- 1917–1921 als Ret Marut, Herausgeber: Der Ziegelbrenner. 1.–4. Jg., September 1917 – Dezember 1921, Selbstverlag München.

(40 Nummern in 13 Heften) (Faksimile Leipzig Edition, Leipzig 1967).
- 1919 als Ret Marut: Der BLaugetupfte SPerlinG. Grotesken, Skizzen, Erzählungen. Verlag Der Ziegelbrenner, München
- 1925 Die Baumwollpflücker. In: Vorwärts. 21. Juni bis 16. Juli.
- 1926 Der Wobbly. Erstes Buch Die Baumwollpflücker. Buchmeister-Verlag, Berlin/Leipzig.
- 1926 Das Totenschiff: Geschichte eines amerikanischen Seemanns. Büchergilde Gutenberg, Berlin (verfilmt 1959 von Georg Tressler mit Horst Buchholz, Mario Adorf und Elke Sommer).
- 1927 Der Schatz der Sierra Madre. Büchergilde Gutenberg, Berlin (verfilmt 1948 von John Huston mit Humphrey Bogart in der Hauptrolle).
- 1927 Die Brücke im Dschungel. In: Vorwärts. 14. Mai bis 24. Juni.
- 1928 Land des Frühlings Büchergilde Gutenberg, Berlin.
- 1928 Der Busch. Erzählband (12 Geschichten).
- 1929 Die Brücke im Dschungel. Büchergilde Gutenberg, Berlin.
- 1929 Die weiße Rose. Büchergilde Gutenberg, Berlin.
- 1930 Der Busch. Büchergilde Gutenberg, Berlin. 2., erweiterte Ausgabe 1930 (20 Erzählungen).
- Sechsteiliger Caoba-Zyklus, (auch als Mahagoni-Zyklus bekannt):
  - 1931 Der Karren. Büchergilde Gutenberg, Berlin; Überarbeitete und erweiterte Neuausgabe 1953: Die Carreta.
  - 1931 Regierung. Büchergilde Gutenberg, Berlin.
  - 1933 Der Marsch ins Reich der Caoba. Ein Kriegsmarsch. Büchergilde Gutenberg, Zürich/Wien/Prag.
  - 1936 Die Troza. Büchergilde Gutenberg, Zürich/Prag.
  - 1936 Die Rebellion der Gehenkten. Büchergilde Gutenberg/Zürich/Prag.[50]
  - 1940 Ein General kommt aus dem Dschungel. Allert de Lange, Amsterdam (erste Veröffentlichung bei Axel Holmström Förlag, Stockholm, 1939; auf Schwedisch).
- 1936 Sonnen-Schöpfung. Büchergilde Gutenberg (indianische Legende Tzeltal-sprachiger Maya aus Chiapas) (zuerst bei: F. J. Muller, 1934; auf Tschechisch).
- 1950 Macario. Büchergilde Gutenberg, Zürich (Originaltitel The Healer. Manuskript Englisch).
- 1954 Der Banditendoktor. (Mexikanische Erzählungen).
- 1956 Canasta de Cuentos Mexicanos. (Mexikanische Erzählungen, verfilmt in Mexiko 1956 von Julio Bracho, deutsche Uraufführung 1958 unter dem Synchrontitel Canasta).
- 1958 Der dritte Gast und andere Erzählungen. Volk und Welt, Berlin (enthält Der Nachtbesuch im Busch, Sonnen-Schöpfung.)
- 1960 Aslan Norval. Verlag Kurt Desch, München/Wien/Basel.
- 1961 Stories by the Man Nobody Knows: Nine Tales by B. Traven. Hrsg. Harlan Ellison. Regency Books (RB107; Oktober 1961), Evanston, Illinois.
- 1963 (1920) Khundar. Das erste Buch – Begegnungen. Clou-Verlag, Egnach (Schweiz) (erschien zuerst im April 1920 in der Zeitschrift Der Ziegelbrenner).
- 1977 Werkausgabe. Hrsg. von Edgar Päßler. 18 Bände. Büchergilde Gutenberg, Frankfurt am Main.
- 1992 Ich kenne das Leben in Mexiko. Briefe an John Schikowski 1925–1932. Limes, Frankfurt am Main/Berlin.
- 2008 Die Fackel des Fürsten. Hrsg. Jörg Thunecke. Edition Refugium, Nottingham, England.
- 2008 Der Mann Site und die grünglitzernde Frau. Hrsg. Jörg Thunecke. Edition Refugium, Nottingham, England.

## Veröffentlichungen als Ret Marut in Zeitungen und Zeitschriften
Diese Übersicht ist nicht vollständig. Viele Zeitungsveröffentlichungen wurden von anderen Zeitungen (z. T. unter einem anderen Titel) übernommen.
| Jahr | Titel                                                                                | Veröffentlichung in | Alternativtitel           |
| ---- | ------------------------------------------------------------------------------------ | --- | ------------------------- |
| 1912 | Das arme Kino                                                                        | Danziger Zeitung, Nr. 17, 24.4.1912, Unterhaltungsbeilage "Heimat und Welt" |                           |
| 1912 | Wache rrraus!                                                                        | Bremer Bürger-Zeitung, Nr. 122, 28.5.1912, Unterhaltungsbeilage | Die Wache                 |
| 1912 | Der Schädel von SchillerText                                                         | Düsseldorfer Zeitung. Nr. 270, 29.5.1912, Beilage |                           |
| 1912 | Der Schauspieler und der König. Eine politische Groteske                             | Die Zeit am Montag (Berlin), Nr. 23, 3.6.1912 / Volkswille - Sozialdemokratisches Organ Südungarns, Temesvar, Nr. 14, 7.4.1917 |                           |
| 1912 | Der Idiot                                                                            | Die Zeit am Montag (Berlin), Nr. 25, 17.6.1912 / Düsseldorfer Zeitung. Nr. 270, 2.8.1912, Unterhaltungs-Beilage / Hamburger Fremdenblatt. Nr. 113, 17.5.1913, Beilage "Illustrierte Rundschau" / Prager Tagblatt. Nr. 308, 9.11.1913, Unterhaltungs-Beilage, Nr. 44 / Oesterreichische Morgenzeitung und Handelsblatt, Nr. 44, 12.11.1913 / Mannheimer General-Anzeiger. Badische Neueste Nachrichten,1.4.1917, Tiefdruck-Beilage "Das Weltgeschehen im Bilde", Nr. 13 | Alfred, der Idiot         |
| 1912 | Der Märchenbrunnen im Hofgarten zu DüsseldorfText                                    | Düsseldorfer General-Anzeiger, Nr. 235, 25.8.1912, Unterhaltungsbeilage |                           |
| 1912 | Geschäft ist Geschäft                                                                | Düsseldorfer General-Anzeiger, Nr. 242, 1.9.1912, Unterhaltungsbeilage / Neue Hamburger Zeitung. Nr. 335, 20.7.1913 / General-Anzeiger der Stadt Mannheim und Umgebung. Nr. 38, 23.1.1914 (Teil 1), Nr. 40, 24.1.1914 (Teil 2) | Smart                     |
| 1912 | Brief nach Berlin                                                                    | Düsseldorfer Zeitung, Nr. 554, 19.10.1912. Unterhaltungsbeilage |                           |
| 1913 | Ehrlichkeit. Eine Schnurre                                                           | Frankfurter Zeitung, Nr. 5, 5.1.1913 / Arbeiterwille, Graz, Nr. 11, 12.1.1913 / Hamburger Fremdenblatt. Nr. 23, 28.1.1913, Beilage "Illustrierte Rundschau" / Düsseldorfer General-Anzeiger, Nr. 35, 4.2.1913, Unterhaltungsbeilage / General-Anzeiger für Dortmund und die Provinz Westfalen, Nr. 61, 2.3.1914 |                           |
| 1913 | Die Tragödin in der Küche                                                            | Danziger Zeitung, 10.1.1913 |                           |
| 1913 | Theaterdirektor Raßmann                                                              | Düsseldorfer General-Anzeiger, Nr. 32/33, 1./2.2.1913, Unterhaltungsbeilage |                           |
| 1913 | FeststellungenText                                                                   | Berliner Tageblatt, Nr. 149, 25.3.1913, "Der Zeitgeist" (Beiblatt) Nr. 12 (vom 24.3.1913) |                           |
| 1913 | Das teure Souper                                                                     | Berliner Morgenpost, Nr. 104, 17.4.1913, Unterhaltungsbeilage / Düsseldorfer General-Anzeiger, Nr. 123, 4.5.1913, Unterhaltungsbeilage / General-Anzeiger der Stadt Mannheim und Umgebung Nr. 42, 26.1.1914 (Teil 1), Nr. 44, 27.1.1914 (Teil 2) / General-Anzeiger für Dortmund und die Provinz Westfalen. Nr. 59, 28.2.1914. Unterhaltungsbeilage |                           |
| 1913 | Der verhängnisvolle Mülleimer                                                        | Frankfurter Zeitung, Nr. 108, 20.4.1913 / Neue Hamburger Zeitung. Nr. 262, 7.6.1913 / Vorwärts. Nr. 233, 8.9.1913, Beilage "Berliner Volksblatt" / General-Anzeiger für Dortmund und die Provinz Westfalen. Nr. 8, 30.3.1914. Unterhaltungsbeilage |                           |
| 1913 | Paradoxa                                                                             | Frankfurter Zeitung, Nr. 136, 18.5.1913 / Der Ziegelbrenner, 3. Jg., 9. November 1919, Heft 5/6/7/8 |                           |
| 1913 | Vom Anschluß. Beobachtungen und Betrachtungen                                        | Düsseldorfer General-Anzeiger, Nr. 136, 18.5.1913 / General-Anzeiger für Dortmund und die Provinz Westfalen, Nr. 185, 8.7.1914 |                           |
| 1913 | Der Herr Kommerzienrat                                                               | Leipziger Volkszeitung, 24.5.1913 (Teil 1), 26.5.1913 (Teil 2) | Titel                     |
| 1913 | Der goldene Mund                                                                     | Berliner Tageblatt, Nr. 286, 9.6.1913, "Der Zeitgeist" (Beiblatt) Nr. 23 / Vorwärts, 20.4.1914, Beilage "Berliner Volksblatt" |                           |
| 1913 | Quälende FragenText                                                                  | Vorwärts, Nr. 121, 19.5.1913, Beilage "Berliner Volksblatt" |                           |
| 1913 | Individualität. Eine Satire                                                          | Unterhaltungsblatt des Vorwärts, Nr. 183, 19.9.1913 / Düsseldorfer General-Anzeiger, Nr. 68, 9.3.1914 / Münchener Zeitung, Nr. 50, 21.2.1917 | Der berühmte Schauspieler |
| 1913 | Die grüngesprenkelte Eule                                                            | Vorwärts, Nr. 296, 10.11.1913, Beilage "Berliner Volksblatt" | Der BLaugetupfte SPerlinG |
| 1913 | Roter Mohn                                                                           | Schwäbischer Merkur, Nr. 496, 24.10.1913, Sonntagsbeilage "Illustrierte Weltschau" Nr. 5 / Hamburger Fremdenblatt, Nr. 251, 25.10.1913, Beilage "Illustrierte Rundschau" / Unterhaltungsblatt des Vorwärts, Nr. 241, 11.12.1913 | Malkunst                  |
| 1914 | Regie. Aus der Entwickelungs-Geschichte eines Talents                                | Düsseldorfer General-Anzeiger, Nr. 46, 15.2.1914, Unterhaltungsbeilage |                           |
| 1914 | Der Helfershelfer. Die Geschichte einer unheimlichen TatText                         | Hamburger Fremdenblatt, Nr. 45, 22.2.1914 |                           |
| 1914 | Das Opernglas                                                                        | Düsseldorfer General-Anzeiger, Nr. 77, 18.3.1914, Unterhaltungsbeilage |                           |
| 1914 | Akrobaten                                                                            | Vorwärts, Nr. 167, 22.6.1914, Beilage "Berliner Volksblatt" |                           |
| 1914 | Kleines Kerlchen!                                                                    | Düsseldorfer Zeitung, Nr. 656, 13.12.1914, Unterhaltungsbeilage |                           |
| 1915 | BlumenText                                                                           | Die Wochenschau, Nr. 27 vom 03.07.1915 |                           |
| 1915 | Mutter Beleke                                                                        | Reclams Universum, Leipzig, 31. Jg., Nr. 42, 22.7.1915 |                           |
| 1915 | Der fremde Soldat                                                                    | März. Berlin, München, 1915, 9. Jg., Heft 42, 23.10.1915 / Berner Tagwacht, Nr. 296, 18.12.1915 |                           |
| 1915 | Geschichten vom Bahnhof (Die Mutter / Die Frau / Urlaub / Das Kind)                  | Reclams Universum, Leipzig, 32. Jg., Nr. 6, 11.11.1915 |                           |
| 1915 | Ungedienter Landsturm im Feuer                                                       | Westermanns Monatshefte, Braunschweig, 60. Jg., Bd. 119, Heft 712 (Dezember 1915) und 713 (Januar 1916) |                           |
| 1916 | Der Mann an der Fräse                                                                | Licht und Schatten. Monatsschrift, Berlin, Nr. 11, 1.3.1916 / Unterhaltungsblatt des Vorwärts, Nr. 155, 5.7.1916 / Grütlianer (Basel), Nr. 167, 20.7.1916 | Die Maschine              |
| 1916 | Liebe des Vaterlandes                                                                | Reclams Universum, Leipzig, 32. Jg., Nr. 22, 2.3.1916 |                           |
| 1916 | Das Mitleid                                                                          | Reclams Universum, Leipzig, Nr. 28, 13.4.1916 |                           |
| 1916 | Der letzte BriefText                                                                 | Bonner Zeitung, Nr. 119, 1.5.1916 |                           |
| 1916 | Zwei Väter                                                                           | München-Augsburger Abendzeitung, 20.5.1916, Unterhaltungsbeilage "Der Sammler" Nr. 61 / Wittener Volks-Zeitung. Nr. 147, 28.6.1917 (Teil 1), Nr. 148, 28.6.1917 (Teil 2) |                           |
| 1916 | Indizien. Essay                                                                      | März. Berlin, München, 10. Jg., Heft 21, 27.5.1916 |                           |
| 1916 | Nebel                                                                                | März. Berlin, München, 10. Jg., Heft 27, 8.7.1916 |                           |
| 1916 | Der Flieger ohne HerzTeil 1Teil 2                                                    | Hallesche Zeitung, Nr. 373, 11.8.1916 (Teil 1) und Nr. 378, 13.8.1916, jeweils in der Unterhaltungsbeilage Hallescher Courier, Nr. 64 bzw. 65 |                           |
| 1917 | Trümpfe in der HandText                                                              | Die Wochenschau, Nr. 3, 20.01.1917 |                           |
| 1917 | Das Seidentuch. Skizze                                                               | Reclams Universum, Leipzig, 33. Jg., Nr. 46, 16.8.1917 |                           |
| 1918 | Die Klosterfrau                                                                      | Westermanns Monatshefte, Braunschweig, 62. Jg., Bd. II, Februar 1918 / Lothringer Volks-Kalender auf das Jahr 1919, Verlag Paul Even, Metz, 1918 |                           |
| 1918 | Totengesänge des Hyotamore von Kyrena                                                | Der Ziegelbrenner, 2. Jg., 16. März 1918, Heft 3 |                           |
| 1919 | Wohingegen                                                                           | Der Ziegelbrenner, 3. Jg., 15. Januar 1919, Heft 9 – 14 |                           |
| 1919 | Komentar (P.A. = persönliche Anmerkugen) zu "Presse und Revolution" von Dr. Ph. Funk | München-Augsburger-Abendzeitung, Nr. 104, 5.3.1919 |                           |
| 1919 | Pressefreiheit oder Befreiung der Presse                                             | Münchner neueste Nachrichten, 10.4.1919 |                           |
| 1919 | Der Sozialisierungsplan für die Presse                                               | Münchner neueste Nachrichten, 10.4.1919 / Der Mitmensch. H. für sozialist. Literatur (Berlin) 1919, Heft 2 |                           |
| 1919 | Höflichkeit der Könige                                                               | Der Ziegelbrenner, 3. Jg., 9. November 1919, Heft 5/6/7/8 |                           |
| 1919 | Im freiesten Staate der Welt                                                         | Der Ziegelbrenner, 3. Jg., 3. Dezember 1919, Heft 18/19 |                           |
| 1920 | Khundar (Legende) Erstes Buch. Begegnungen                                           | Der Ziegelbrenner, 4. Jg., 30. April 1920, Heft 26/34 |                           |

Weitere Erzählungen wurden in den Bänden Der BLaugetupfte SPerlinG (München, 1919: Kunst und Leben, Mein Besuch bei dem Dichter Pguwlkschrj Rnfajbzxlquy, Die Geschichte vom schlangenklugen Dichter, Was in Frankreich alles geschehen kann) und Die Geschichte vom unbegrabenen Leichnam (Frankfurt/Main, 1980: Betrüger, Die Geschichte vom unbegrabenen Leichnam, Kunst-Diät) veröffentlicht.
Folgende Veröffentlichungen sind bisher noch nicht gesichert:
| Jahr | Titel               | Veröffentlichung in                                              | Bemerkung                 |
| ---- | ------------------- | ---------------------------------------------------------------- | ------------------------- |
| 1912 | Der RestermarktText | Für unsere Kinder. Nr. 19, 12.6.1912                             | Autor "R. M."             |
| 1913 | Höflichkeit         | Frankfurter Zeitung, ca. Mai 1913                                | bisher noch kein Nachweis |
| 1915 | Deutsche Chemie     | Kölner Tageblatt, zwischen dem 10. Oktober und 30. Dezember 1915 | bisher noch kein Nachweis |

## Film
- B. Traven in Mexiko. Regie: Georg Stefan Troller. Darsteller des B. Traven: Rudolf Schündler. Deutschland: ZDF 1980. (Aus der Reihe Schauplätze der Weltliteratur.)
- Im Busch von Mexiko – Das Rätsel B. Traven. Fünfteilige Serie. Regie: Jürgen Goslar. Darsteller: Ferdinand Anton, Gerd Heidemann. Deutschland ARD/WWF 1967, Produktion: stern TV.
- Flüchtig – Das rätselhafte Leben des B. Traven. Dokumentation von Xavier Villetard, Frankreich 2011; 61 min. (Deutsche Erstausstrahlung: 13. Mai 2012 arte.)